# Réseau hydrographique et coteaux du Boulou amont
Le site réseau hydrographique et coteaux du Boulou amont est une ZNIEFF française du département de la Dordogne, en région Nouvelle-Aquitaine.

## Situation
Dans le nord du département de la Dordogne, entièrement situé à l'intérieur du parc naturel régional Périgord-Limousin, le site « Réseau hydrographique et coteaux du Boulou amont », s'étend sur 135,26 hectares le long des huit premiers kilomètres du cours du Boulou, sur le territoire de deux communes (Sceau-Saint-Angel et La Chapelle-Montmoreau), et d'une ancienne commune Saint-Crépin-de-Richemont intégrée à la commune nouvelle de Brantôme en Périgord depuis 2019.
Près de 45 % de la superficie de cette zone se trouve sur le territoire de La Chapelle-Montmoreau, environ un tiers sur celui de Saint-Crépin-de-Richemont et près d'un quart sur celui de Sceau-Saint-Angel.
La zone s'étage entre 140 et 205 mètres d'altitude sur des coteaux qui bordent le Boulou depuis sa source jusqu’au niveau du château de la Barde, à Saint-Crépin-de-Richemont, ainsi qu’une partie de ses affluents.

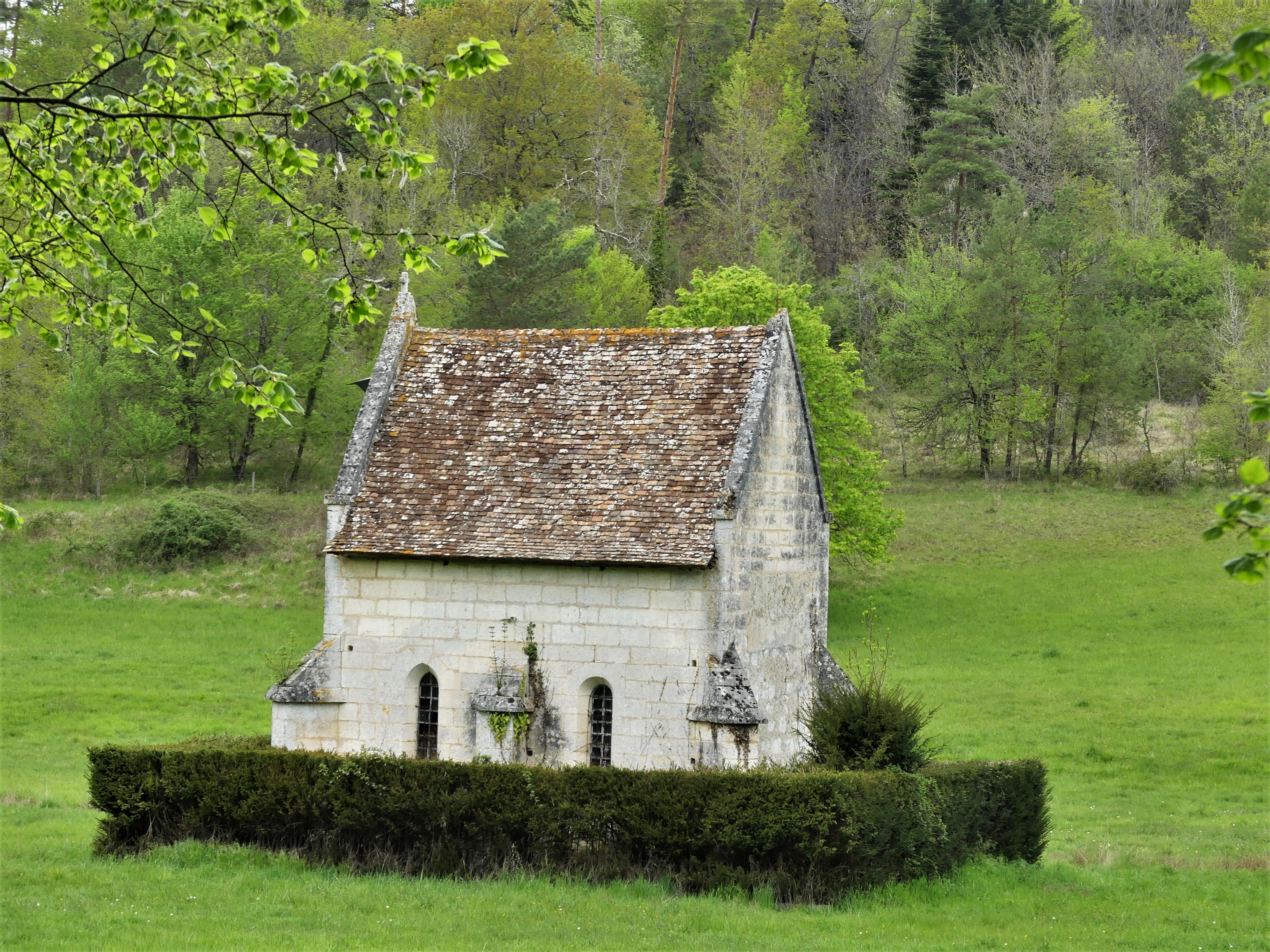
La chapelle de La Pouyade dans le vallon du Boulou, à Sceau-Saint-Angel.
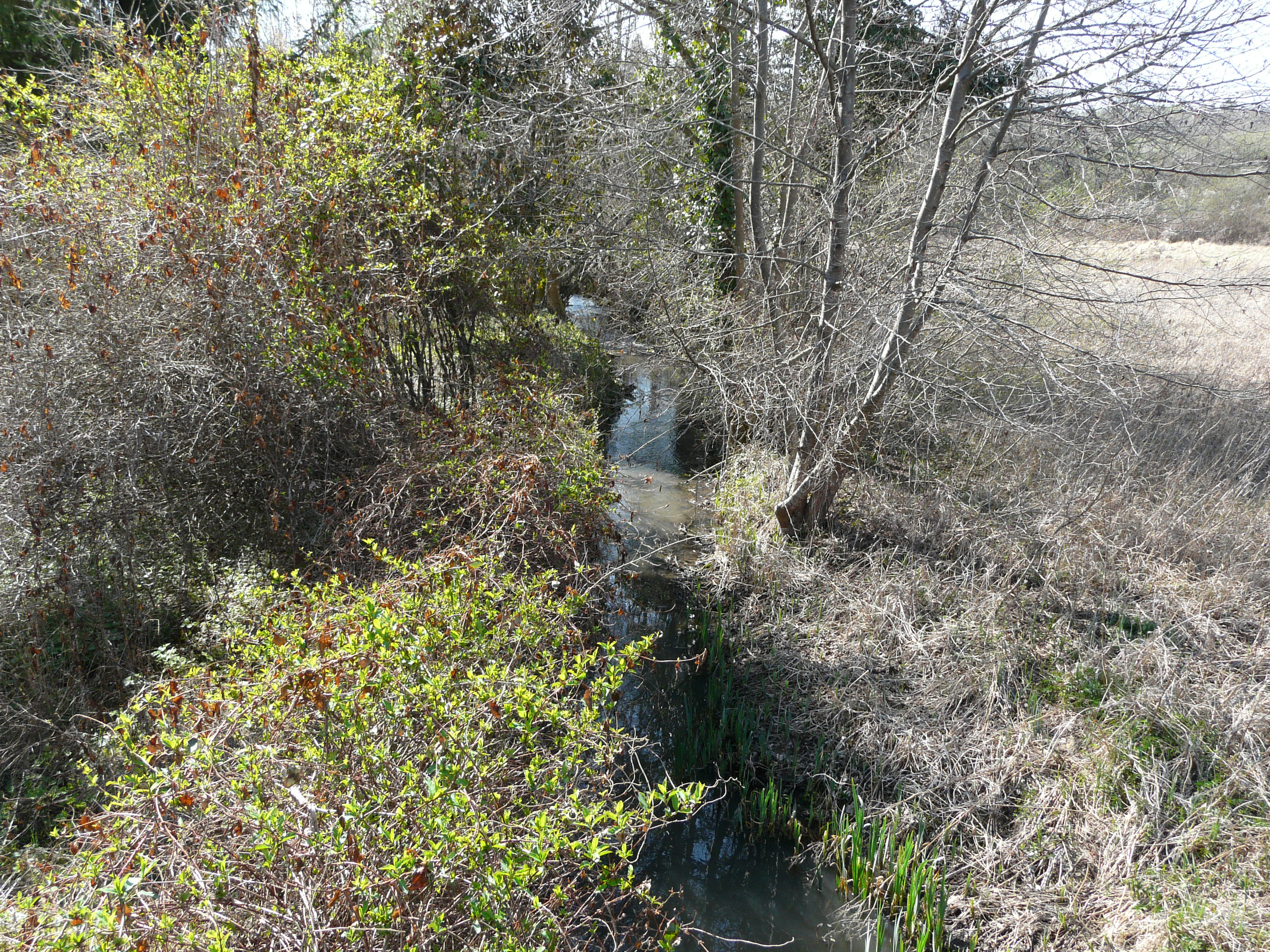
Le Boulou à La Chapelle-Montmoreau.
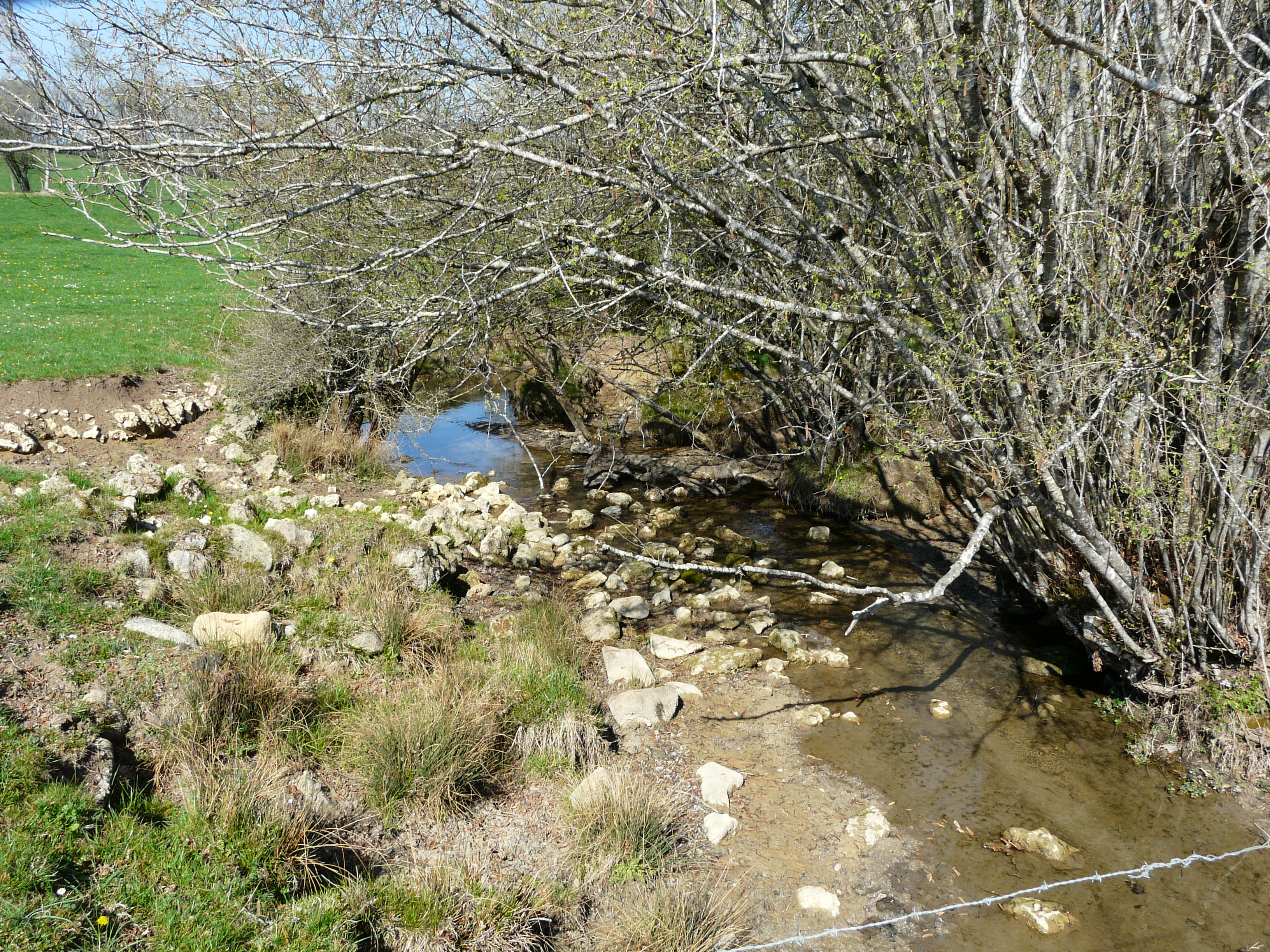
Le bras inférieur du Boulou à Saint-Crépin-de-Richemont, près du lieu-dit les Brageaux.
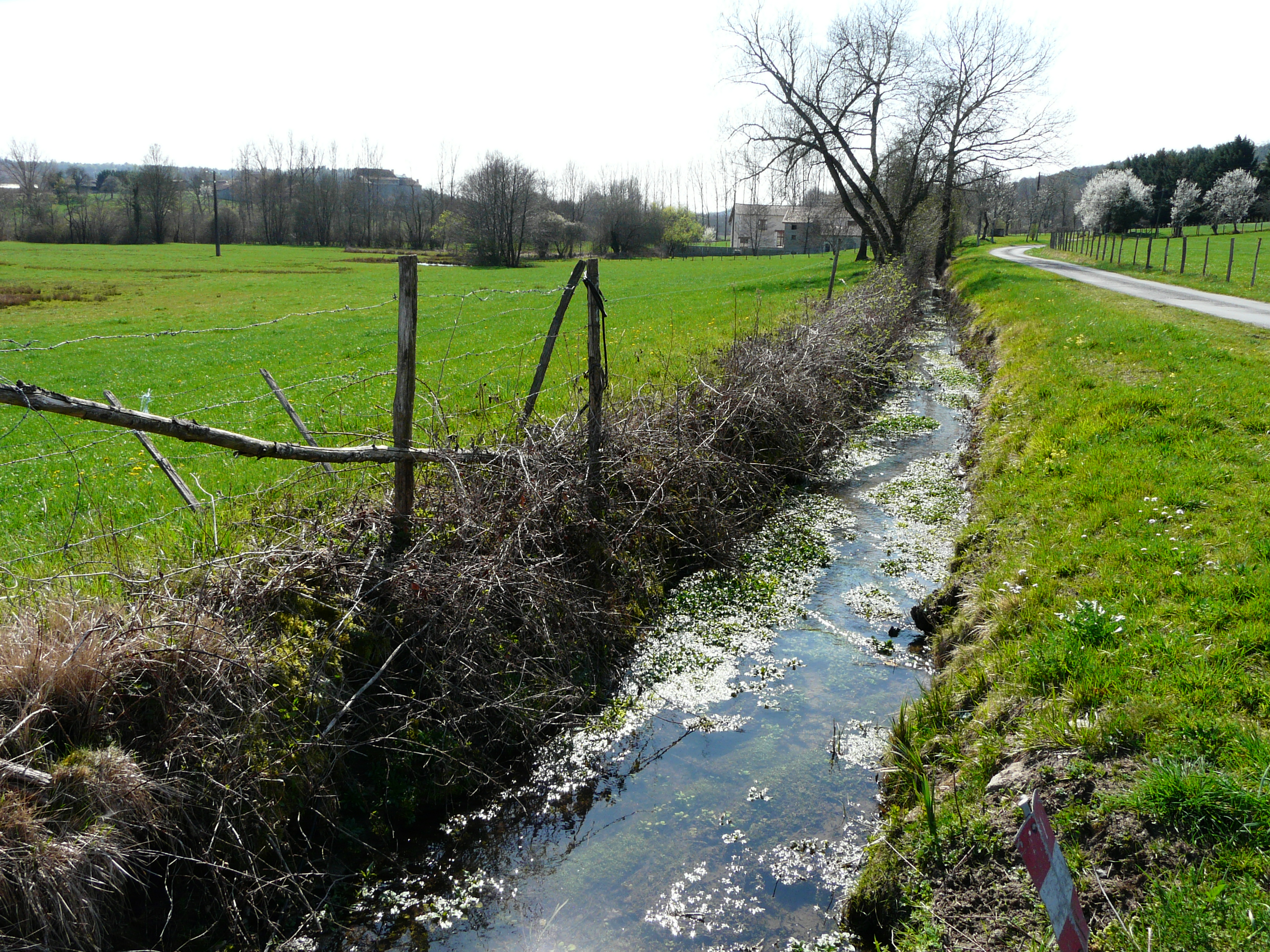
Le bras supérieur du Boulou à Saint-Crépin-de-Richemont, près du lieu-dit les Brageaux.

## Description
Le site du réseau hydrographique et des coteaux du Boulou amont est une zone naturelle d'intérêt écologique, faunistique et floristique (ZNIEFF) de type I, c'est-à-dire qu'elle est de superficie réduite, avec des espaces homogènes d'un point de vue écologique et qu'elle abrite au moins une espèce et/ou un habitat rares ou menacés, d'intérêt aussi bien local que régional, national ou communautaire.
La ZNIEFF est composée des vallées des cours d'eau, en grande partie encaissées et des coteaux qui les bordent ; son intérêt majeur réside dans la présence de vingt-deux espèces déterminantes d'animaux : quinze insectes, cinq amphibiens, un crustacé et un reptile.
Des recensements y ont été effectués aux niveaux faunistique en 1999 et 2003, et floristique en 2005.
Cette ZNIEFF, tout comme les ZNIEFF « Réseau hydrographique et coteaux du Boulou aval » et « Zone tourbeuse du Bois d'Enfer » font partie d'une ZNIEFF de type II plus vaste « Vallée et coteaux du Boulou » représentant la quasi-totalité du cours du Boulou, depuis sa source jusqu'à la route départementale 106, 200 mètres avant sa confluence avec la Dronne,.
La vallée du Boulou représente « un intérêt national » par la « richesse exceptionnelle » en espèces d'insectes — notamment en Lépidoptères et en Odonates — répertoriées dans ces trois ZNIEFF.

## Faune recensée

### Espèces déterminantes
Vingt-deux espèces déterminantes d'animaux y sont répertoriées en 1999 et 2003 :
- cinq amphibiens en 2003 : la Grenouille rousse (Rana temporaria), le Pélodyte ponctué (Pelodytes punctatus), la Rainette verte (Hyla arborea), le Sonneur à ventre jaune (Bombina variegata) et le Triton marbré (Triturus marmoratus) ;
- un crustacé en 1999, l'Écrevisse à pattes blanches (Austropotamobius pallipes) ;
- quinze espèces d'insectes en 1999 : l'Agrion de Mercure (Coenagrion mercuriale), l'Azuré de la faucille (Cupido alcetas), l'Azuré du serpolet (Phengaris arion), le Cordulégastre annelé (Cordulegaster boltonii), le Cuivré des marais (Lycaena dispar), le Damier de la succise (Euphydryas aurinia), le Fourmilion commun (Myrmeleon formicarius), le Gomphe vulgaire (Gomphus vulgatissimus), le Lepture erratique (Judolia erratica (en)), la Milésie faux-frelon (Milesia crabroniformis), le Miroir (Heteropterus morpheus), Musaria rubropunctata, l'Onychogomphe à crochets (Onychogomphus uncatus), le Petit mars changeant (Apatura ilia) et le Sphinx de l'épilobe (Proserpinus proserpina) ;
- un reptile en 2003, l'Orvet (Anguis fragilis).

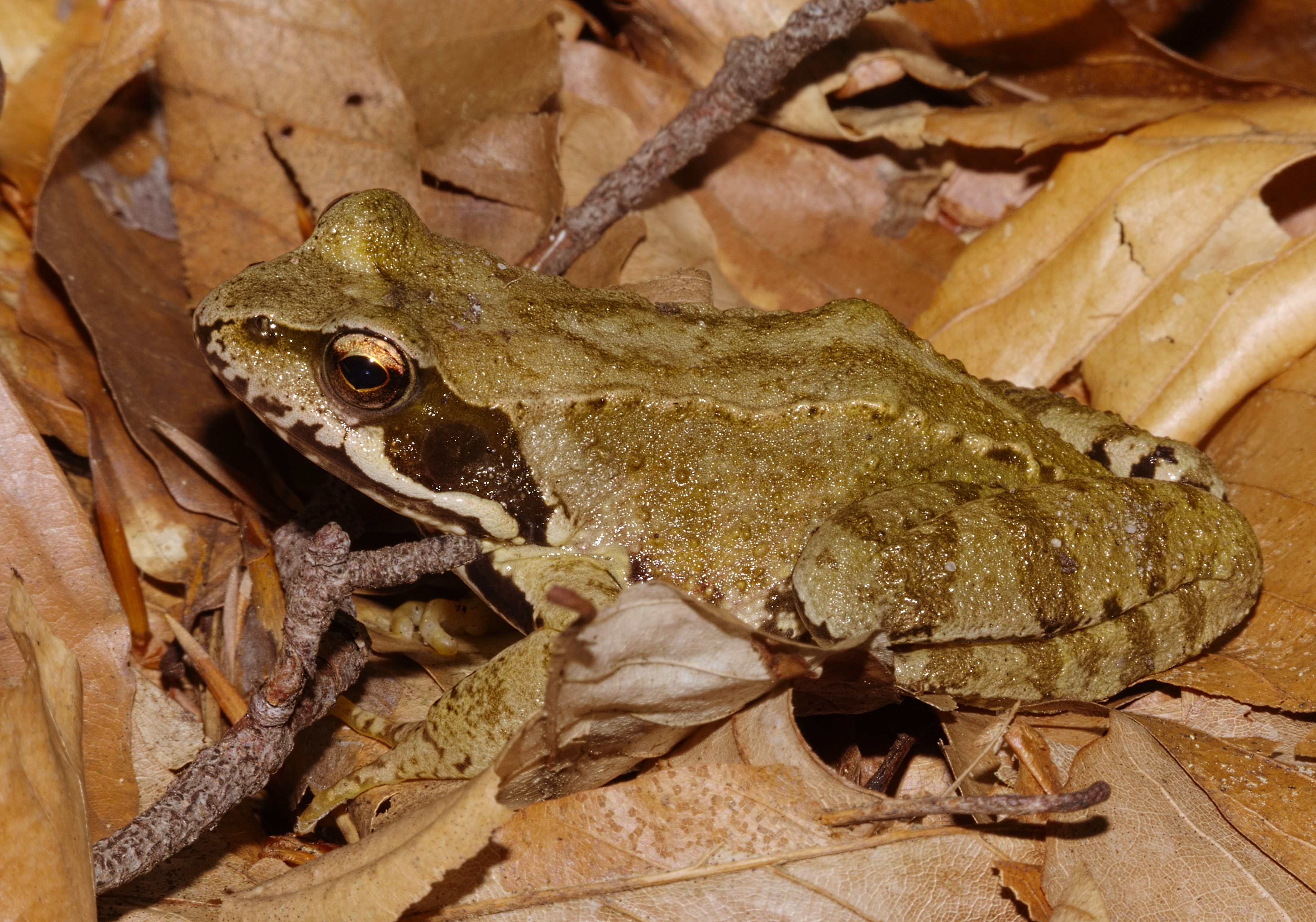
Grenouille rousse.
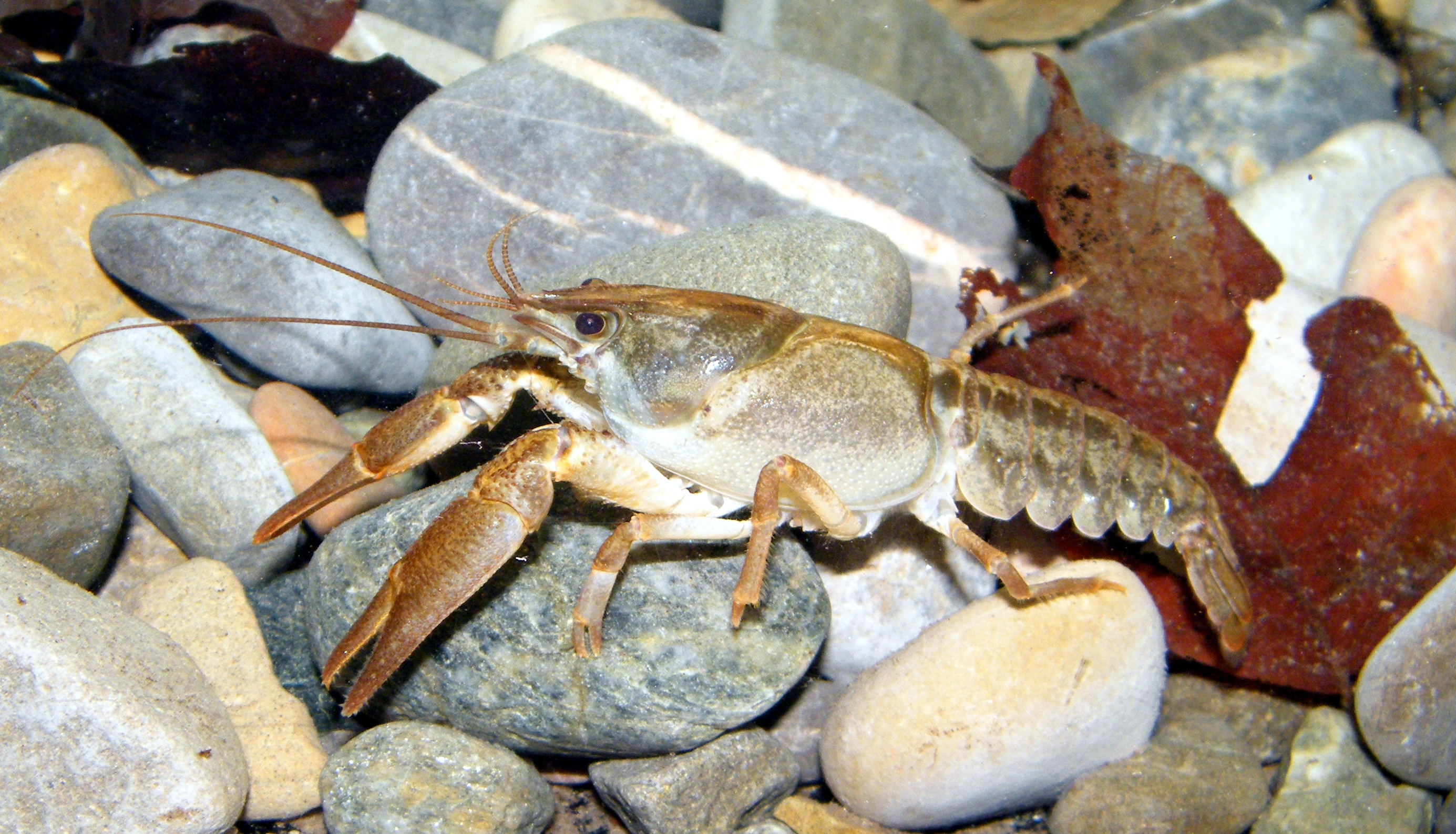
Écrevisse à pattes blanches.
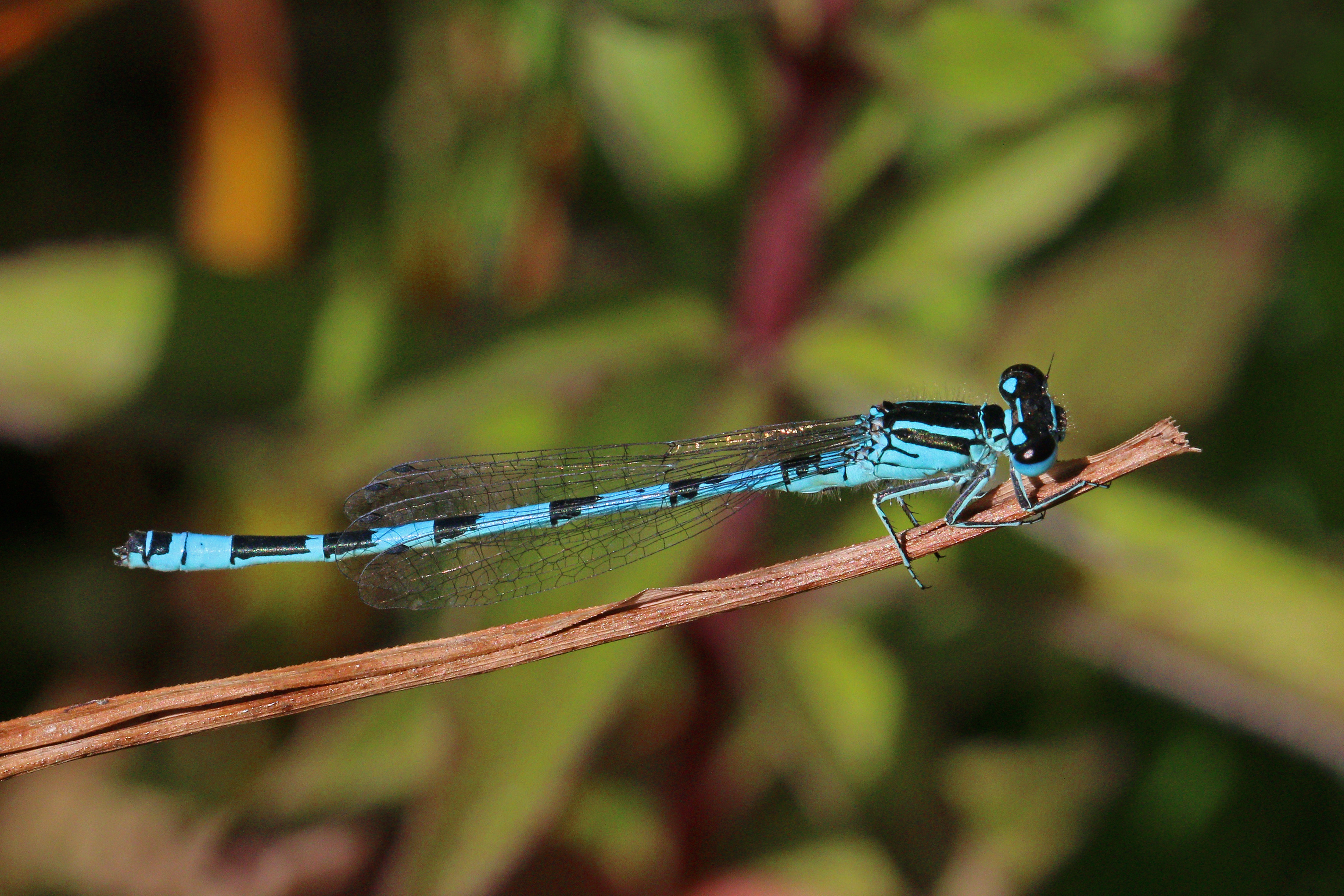
Agrion de Mercure.
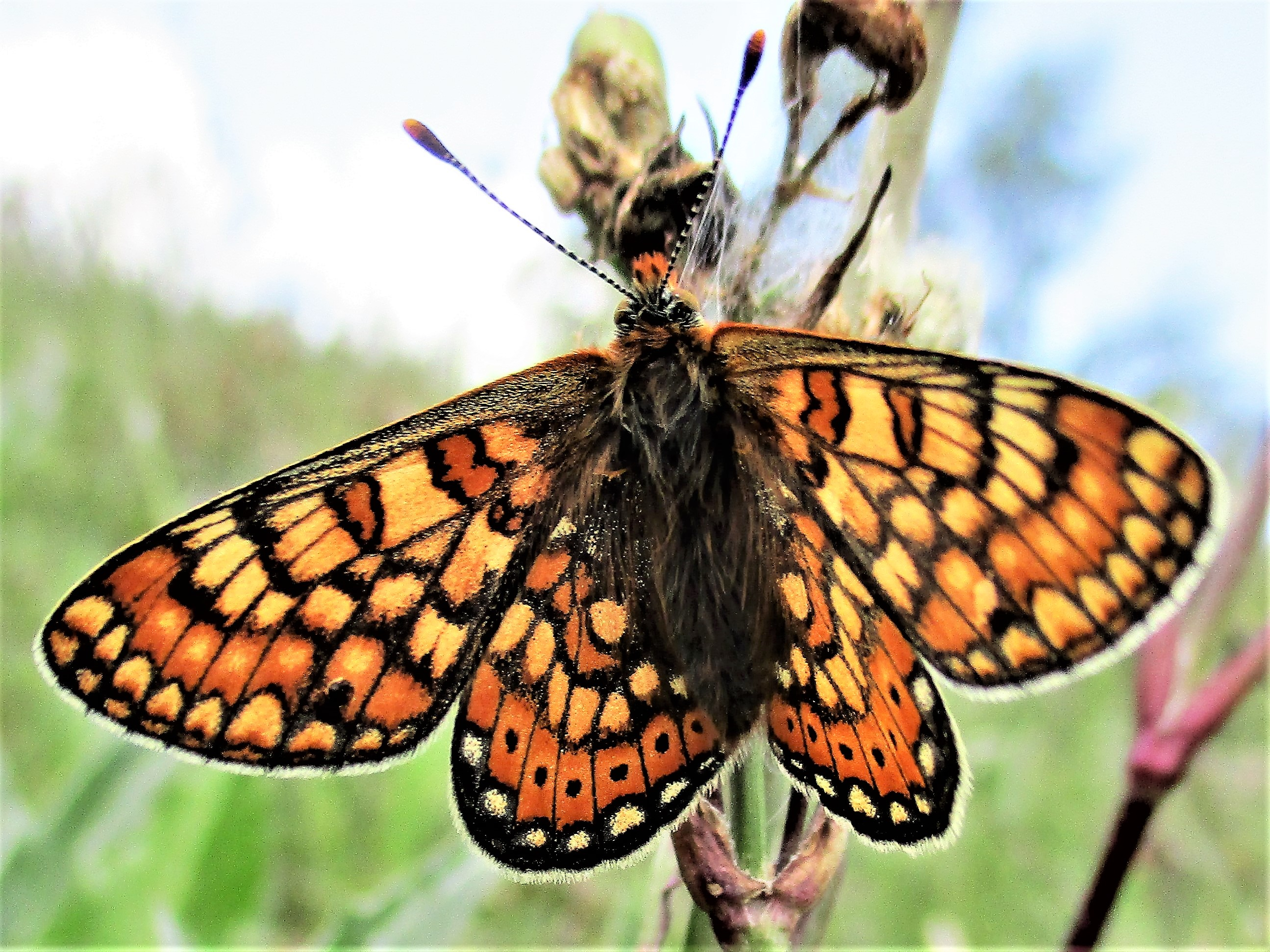
Damier de la succise.
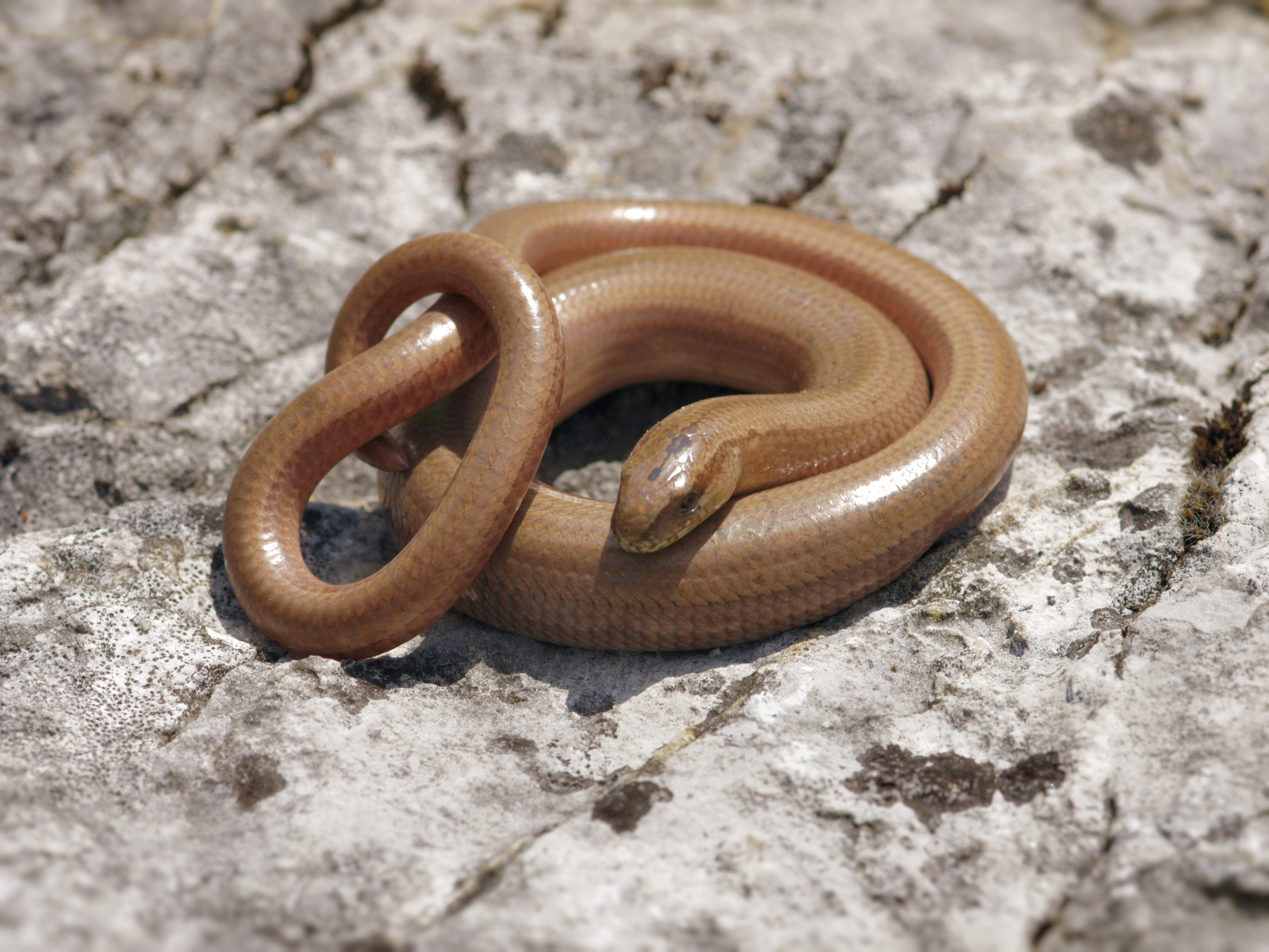
Orvet fragile.

### Autres espèces
De très nombreuses autres espèces animales y ont été recensées en 1999 et 2003 :
- six amphibiens en 2003 : l'Alyte accoucheur (Alytes obstetricans), le Crapaud commun (Bufo bufo), la Grenouille comestible (Pelophylax kl. esculentus), la Grenouille de Pérez (Pelophylax perezi), la Salamandre tachetée (Salamandra salamandra) et le Triton palmé (Lissotriton helveticus) ;
- 229 insectes en 1999, dont 
  - un coléoptère, le Cerf-volant (mâle) ou la Grande biche (femelle) (Lucanus cervus),
  - 33 diptères : Cheilosia mutabilis, Cheilosia variabilis (en), Cheilosia vernalis (en), le Chrysotoxe prudent (Chrysotoxum cautum), Chrysotoxum arcuatum (en), la Criorhine de l'épine-vinette (Criorhina berberina (en)), l'Éristale des arbustes (Eristalis arbustorum), l'Éristale des fleurs (Myathropa florea), l'Éristale gluante (Eristalis tenax), l'Éristale interrompue (Eristalis nemorum (en)), Eumerus ornatus (en), Eumerus tricolor, la Ferdinande dorée (Ferdinandea cuprea (en)), l'Hélophile suspendu (Helophilus pendulus), Melanogaster nuda, Melanostoma mellinum (en), Meliscaeva auricollis (en), Neoascia podagrica (en), Paragus haemorrhous (en), Paragus majoranae, Pelecocera tricincta (en), Platycheirus occultus (en), Platycheirus scutatus (en), la Rhingie long-nez (Rhingia campestris), Scaeva selenitica, la Syritte piaulante (Syritta pipiens (en)), le Syrphe ceinturé (Episyrphus balteatus), le Syrphe du groseillier (Syrphus ribesii), le Syrphe porte-plume (Sphaerophoria scripta), le Syrphe pyrastre (Scaeva pyrastri), la Volucelle bourdon (Volucella bombylans), la Volucelle transparente (Volucella pellucens), la Volucelle zonée (Volucella zonaria),
  - 17 libellules : l'Æschne bleue (Aeshna cyanea), l'Agrion à larges pattes (Platycnemis pennipes), l'Agrion blanchâtre (Platycnemis latipes), l'Agrion délicat (Ceriagrion tenellum), l'Agrion élégant (Ischnura elegans), l'Agrion jouvencelle (Coenagrion puella), l'Agrion orangé (Platycnemis acutipennis), l'Agrion porte-coupe (Enallagma cyathigerum), l'Anax empereur, (Anax imperator), le Caloptéryx éclatant (Calopteryx splendens), le Caloptéryx vierge (Calopteryx virgo), la Libellule déprimée (Libellula depressa), la Nymphe au corps de feu (Pyrrhosoma nymphula), l'Orthétrum bleuissant (Orthetrum coerulescens), l'Orthétrum brun (Orthetrum brunneum), l'Orthétrum réticulé (Orthetrum cancellatum), le Sympétrum rouge sang (Sympetrum sanguineum),
  - 178 papillons : l'Abromiade ochracée (Apamea sublustris), l'Acidalie familière (Idaea fuscovenosa), l'Acidalie ocreuse (Idaea ochrata), Acleris bergmanniana (en), Acleris hastiana (en), Aethes hartmanniana, l'Albule (Protodeltote pygarga (en)), l'Alternée (Epirrhoe alternata), l'Amaryllis (Pyronia tithonus), l'Angéronie du Prunier (Angerona prunaria), Archips crataegana, l'Argus bleu (Polyommatus icarus), l'Argus frêle (Cupido minimus), Argyresthia  albistria (en), l'Aurore (Anthocharis cardamines), l'Azuré des anthyllides (Cyaniris semiargus), l'Azuré bleu céleste (Lysandra bellargus), Bactra lancealana (en), la Batis (Thyatira batis), la Belle-Dame (Vanessa cardui), la Boarmie du chêne (Hypomecis roboraria), la Boarmie rhomboïdale (Peribatodes rhomboidaria), le Bois-veiné (Notodonta ziczac), le Bombyx de la ronce (Macrothylacia rubi), la Bordure ensanglantée (Diacrisia sannio), la Bordure entrecoupée (Lomaspilis marginata), la Bucéphale (Phalera bucephala), le C-noir (Xestia c-nigrum), la Callunaire (Pachycnemia hippocastanaria (en)), le Céladon (Campaea margaritaria), Celypha rivulana (en), le Céphale (Coenonympha arcania), la Chevelure dorée (Acronicta auricoma (en)), la Cidarie fauve (Cidaria fulvata), la Cidarie verdâtre (Colostygia pectinataria), le Citron (Gonepteryx rhamni), la Citronnelle rouillée (Opisthograptis luteolata), la Clédéobie étroite (Synaphe punctalis), le Collier-de-corail (Aricia agestis), le Collier soufré (Noctua janthe), le Cordon blanc (Ochropleura plecta), la Cosmie pyraline (Cosmia pyralina), le Cossus gâte-bois (Cossus cossus), le Courtaud (Clostera curtula), le Crambus des champs (Thisanotia chrysonuchella), le Crambus des pâturages (Crambus pascuella (en)), la Crénelée (Gluphisia crenata), le Crochet (Laspeyria flexula), le Cuivré fuligineux (Lycaena tityrus), le Cul-brun (Euproctis chrysorrhoea), le Demi-deuil (Melanargia galathea), Dichomeris derasella (en), Ditula angustiorana (en), le Double-Feston (Apamea anceps (en)), la Doublure jaune (Euclidia glyphica), le Dragon (Harpyia milhauseri), le Dromadaire (Notodonta tritophus), l'Écaille fermière (Arctia villica), l'Écaille lièvre (Spilosoma lutea (en)), l'Écaille mendiante (Diaphora mendica), l'Écaille tigrée (Spilosoma lubricipeda), l'Éphyre omicron (Cyclophora annularia), l'Éphyre trilignée (Cyclophora linearia), Epinotia abbreviana (en), l'Épione marginée (Epione repandaria (en)), l'Érastrie gracieuse (Elaphria venustula (en)), l'Étrille (Perconia strigillaria (en)), Eucosma cana (en), l'Euxanthie du chardon (Agapeta hamana), le Fadet commun (Coenonympha pamphilus), la Fausse eupithécie (Gymnoscelis rufifasciata), la Feuille-morte du chêne (Gastropacha quercifolia), le Flambé (Iphiclides podalirius), le Fluoré (Colias alfacariensis), le Gazé (Aporia crataegi), Glyphipterix thrasonella (en), le Grand hyponomeute du fusain (Yponomeuta cagnagella), le Grand sphinx de la vigne (Deilephila elpenor), la Grande tortue (Nymphalis polychloros), Grapholita compositella (en), la Harpye bicuspide (Furcula bicuspis), Hedya pruniana (en), l'Hespérie du faux-buis (Pyrgus alveus), l'Hespérie de la houque (Thymelicus sylvestris), le Hibou (Noctua pronuba), l'Hyponomeute du cerisier (Yponomeuta padella), l'Hyponomeute du pommier (Yponomeuta malinella), l'Impolie (Idaea aversata), la Leucanie blafarde (Mythimna pallens (en)), la Leucanie orbicole (Mythimna unipuncta), la Leucanie vitelline (Mythimna vitellina (en)), la Lichénée jaune (Catocala fulminea), la Lithosie quadrille (Lithosia quadra), la Livrée des arbres (Malacosoma neustria), le Manteau jaune (Eilema sororcula), le Manteau à tête jaune (Eilema complana), la Mélanippe claire (Epirrhoe rivata (en)), la Mélitée du mélampyre (Melitaea athalia), la Mélitée noirâtre (Melitaea diamina), la Mélitée du plantain (Melitaea cinxia), le Mi (Euclidia mi), le Museau (Pterostoma palpina), le Myrtil (Maniola jurtina), le Nacré de la ronce (Brenthis daphne), le Nacré de la sanguisorbe (Brenthis ino), la Noctuelle baignée (Agrotis ipsilon), la Noctuelle du camérisier (Polyphaenis sericata), la Noctuelle du coudrier (Colocasia coryli), la Noctuelle du cucubale (Sideridis rivularis), la Noctuelle du dactyle (Oligia strigilis), la Noctuelle dentine (Hada plebeja (en)), la Noctuelle de la fougère (Callopistria juventina), la Noctuelle hérissée (Dypterygia scabriuscula), la Noctuelle lythargyrée (Mythimna ferrago), la Noctuelle mégacéphale (Acronicta megacephala (en)), la Noctuelle nébuleuse (Polia nebulosa (en)), la Noctuelle de la patience (Acronicta rumisis), la Noctuelle de la pomme de terre (Hydraecia micacea), la Noctuelle ténébreuse (Rusina ferruginea (en)), la Noctuelle trilignée (Charanyca trigrammica), la Nonne (Lymantria monacha), Notocelia trimaculana (en), le Paon-du-jour (Aglais io), le Petit sphinx de la vigne (Deilephila porcellus), la Petite hyponomeute du fusain (Yponomeuta plumbella), la Petite phalène du nerprun (Philereme vetulata (en)), la Petite tortue (Aglais urticae), la Phalène de l'arrête-bœuf (Aplasta ononaria), la Phalène blanche (Siona lineata), la Phalène du bouleau (Biston betularia), la Phalène du fusain (Ligdia adustata), la Phalène linéolée (Plagodis dolabraria), la Phalène de la mancienne (Crocallis elinguaria), la Phalène picotée (Ematurga atomaria), la Phalène rougeâtre (Scopula rubiginata (en)), la Phalène satinée (Lomographa temerata (en)), la Phalène du sureau (Ourapteryx sambucaria), la Philobie tachetée (Macaria notata), la Phycide incarnat (Oncocera semirubella (en)), la Piéride du chou (Pieris brassicae), la Piéride du lotier (Leptidea sinapis), la Piéride de la rave (Pieris rapae), la Plusie à lunettes (Abrostola triplasia), la Plusie vert-doré (Diachrysia chrysitis), le Point blanc (Mythimna albipuncta (en)), le Point d'exclamation (Agrotis exclamationis), la Porcelaine (Pheosia tremula), le Procris des centaurées (Jordanita globulariae), Pseudargyrotoza conwagana (en), Pseudosciaphila branderiana (en), la Pudibonde (Calliteara pudibunda), la Pyrale de la luzerne (Nomophila noctuella), la Ratissée (Habrosyne pyritoides), le Réseau (Chiasmia clathrata), la Servante (Dysauxes ancilla), la Sésie de l'oseille (Pyropteron chrysidiformis (en)), la Soyeuse (Rivula sericealis), le Sphinx du peuplier (Laothoe populi), le Sphinx du troène (Sphinx ligustri), le Staurope du hêtre (Stauropus fagi), le Sylvain azuré (Limenitis reducta), la Sylvaine (Ochlodes sylvanus), la Thècle du prunier ( Satyrium pruni), la Timandre aimée (Timandra comae), le Tircis (Pararge aegeria), la Tordeuse des arbres fruitiers (Pandemis cerasana), la Tordeuse carmin (Ancylis achatana (en)), la Tordeuse chagrinée (Acleris variegana), la Tordeuse de lèche (Ptycholoma lecheana), la Tordeuse rouge des bourgeons (Spilonota ocellana (en)), la Tordeuse verte des bourgeons (Hedya nubiferana (en)), la Tordeuse verte du chêne (Tortrix viridana), la Tortue (Apoda limacodes), le Trapèze (Cosmia trapezina), la Troënière (Craniophora ligustri), la Truie (Idaea biselata), le Verdelet (Comibaena bajularia), le Vulcain (Vanessa atalanta), Yponomeuta irrorella, Zeiraphera isertana et la Zygène du trèfle (Zygaena trifolii) ;
- 79 oiseaux en 2003 : l'Accenteur mouchet (Prunella modularis), l'Alouette des champs (Alauda arvensis), la Bécasse des bois (Scolopax rusticola), la Bécassine des marais (Gallinago gallinago), la Bergeronnette des ruisseaux (Motacilla cinerea), la Bergeronnette grise (Motacilla alba), la Bondrée apivore (Pernis apivorus), le Bruant jaune (Emberiza citrinella), le Bruant zizi (Emberiza cirlus), le Busard cendré (Circus pygargus), le Busard Saint-Martin (Circus cyaneus), la Buse variable (Buteo buteo), le Canard colvert (Anas platyrhynchos), le Chardonneret élégant (Carduelis carduelis), la Chevêche d'Athéna (Athene noctua), la Chouette effraie (Tyto alba), la Chouette hulotte (Strix aluco), la Cigogne blanche (Ciconia ciconia), la Cigogne noire (Ciconia nigra), le Circaète Jean-le-Blanc (Circaetus gallicus), la Corneille noire (Corvus corone), le Coucou gris (Cuculus canorus), l'Engoulevent d'Europe (Caprimulgus europaeus), l'Épervier d'Europe, (Accipiter nisus), l'Étourneau sansonnet (Sturnus vulgaris), le Faisan de Colchide (Phasianus colchicus), le Faucon crécerelle (Falco tinnunculus), le Faucon hobereau (Falco subbuteo), le Faucon pèlerin (Falco peregrinus), la Fauvette à tête noire (Sylvia atricapilla), la Fauvette grisette (Sylvia communis), la Gallinule poule d'eau (Gallinula chloropus), le Geai des chênes (Garrulus glandarius), le Gobemouche gris (Muscicapa striata), le Grimpereau des jardins (Certhia brachydactyla), la Grive draine (Turdus viscivorus), la Grive musicienne (Turdus philomelos), la Grue cendrée (Grus grus), le Héron cendré (Ardea cinerea), l'Hirondelle de fenêtre (Delichon urbicum), l'Hirondelle rustique (Hirundo rustica), la Huppe fasciée (Upupa epops), l'Hypolaïs polyglotte (Hippolais polyglotta), la Linotte mélodieuse (Linaria cannabina), la Locustelle tachetée (Locustella naevia), le Loriot d'Europe (Oriolus oriolus), le Martin-pêcheur d'Europe (Alcedo atthis), le Merle noir (Turdus merula), la Mésange à longue queue (Aegithalos caudatus), la Mésange bleue (Cyanistes caeruleus), la Mésange charbonnière (Parus major), la Mésange nonnette (Poecile palustris), le Moineau domestique (Passer domesticus), le Moineau friquet ( Passer montanus), la Perdrix grise (Perdix perdix), le Pic épeiche (Dendrocopos major), le Pic épeichette (Dendrocopos minor), le Pic noir (Dryocopus martius), le Pic vert (Picus viridis), la Pie bavarde (Pica pica), le Pigeon ramier (Columba palumbus), le Pinson des arbres (Fringilla coelebs), le Pipit des arbres (Anthus trivialis), le Pouillot véloce (Phylloscopus collybita), le Râle d'eau (Rallus aquaticus), le Roitelet huppé (Regulus regulus), le Rossignol philomèle (Luscinia megarhynchos), le Rouge-gorge familier (Erithacus rubecula), le Rougequeue noir (Phoenicurus ochruros), le Serin cini (Serinus serinus), la Sittelle torchepot (Sitta europaea), le Tarier des prés (Saxicola rubetra), le Tarier pâtre (Saxicola rubicola), la Tourterelle des bois (Streptopelia turtur), la Tourterelle turque (Streptopelia decaocto), le Traquet motteux (Oenanthe oenanthe), le Troglodyte mignon (Troglodytes troglodytes), le Vanneau huppé (Vanellus vanellus) et le Verdier d'Europe (Chloris chloris) ;
- six reptiles en 2003 : la Couleuvre helvétique (Natrix natrix), la Couleuvre verte et jaune (Hierophis viridiflavus), la Couleuvre vipérine (Natrix maura), le Lézard à deux raies (Lacerta bilineata), le Lézard des murailles (Podarcis muralis) et la Vipère aspic (Vipera aspis).

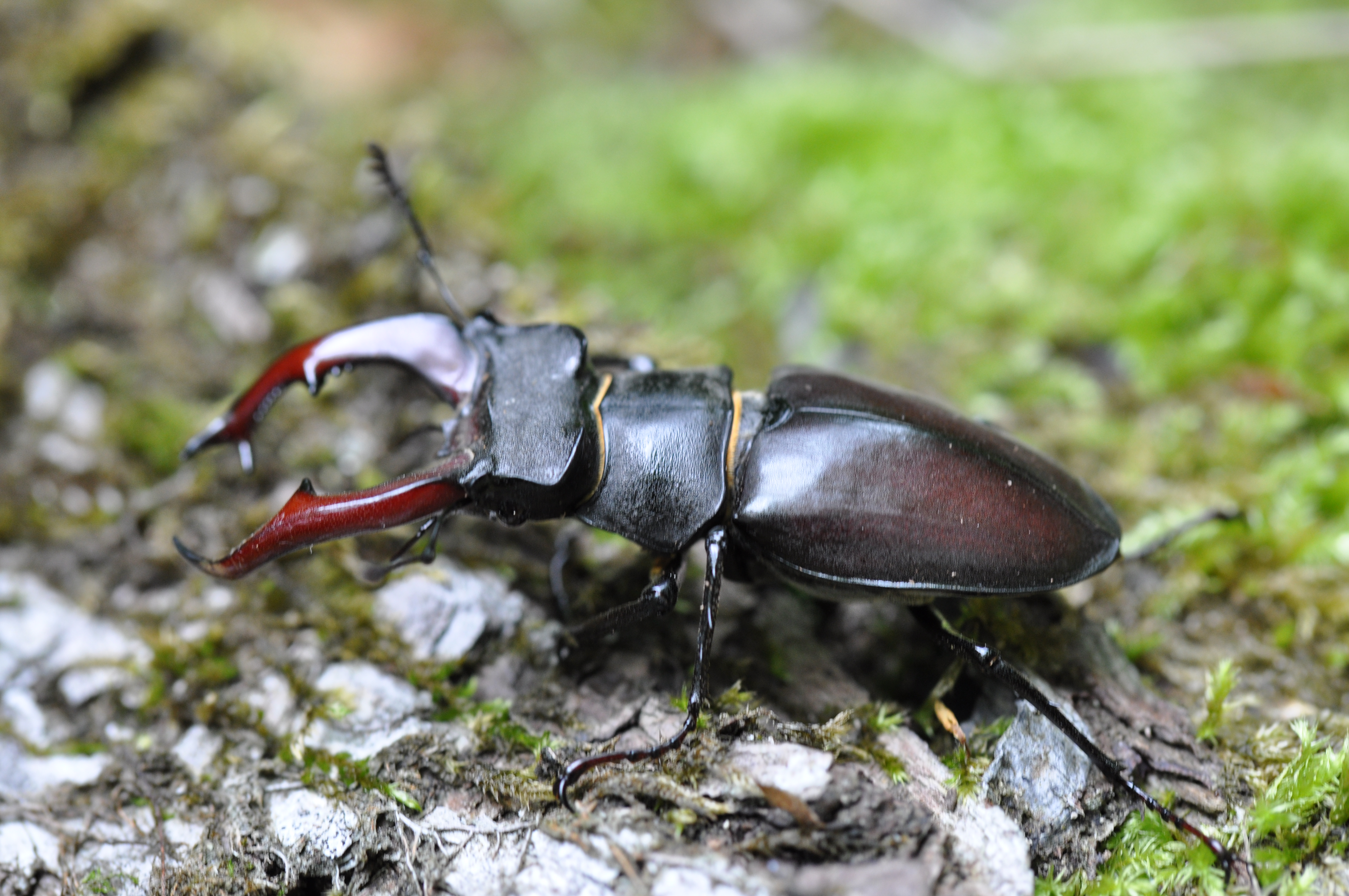
Cerf-volant.
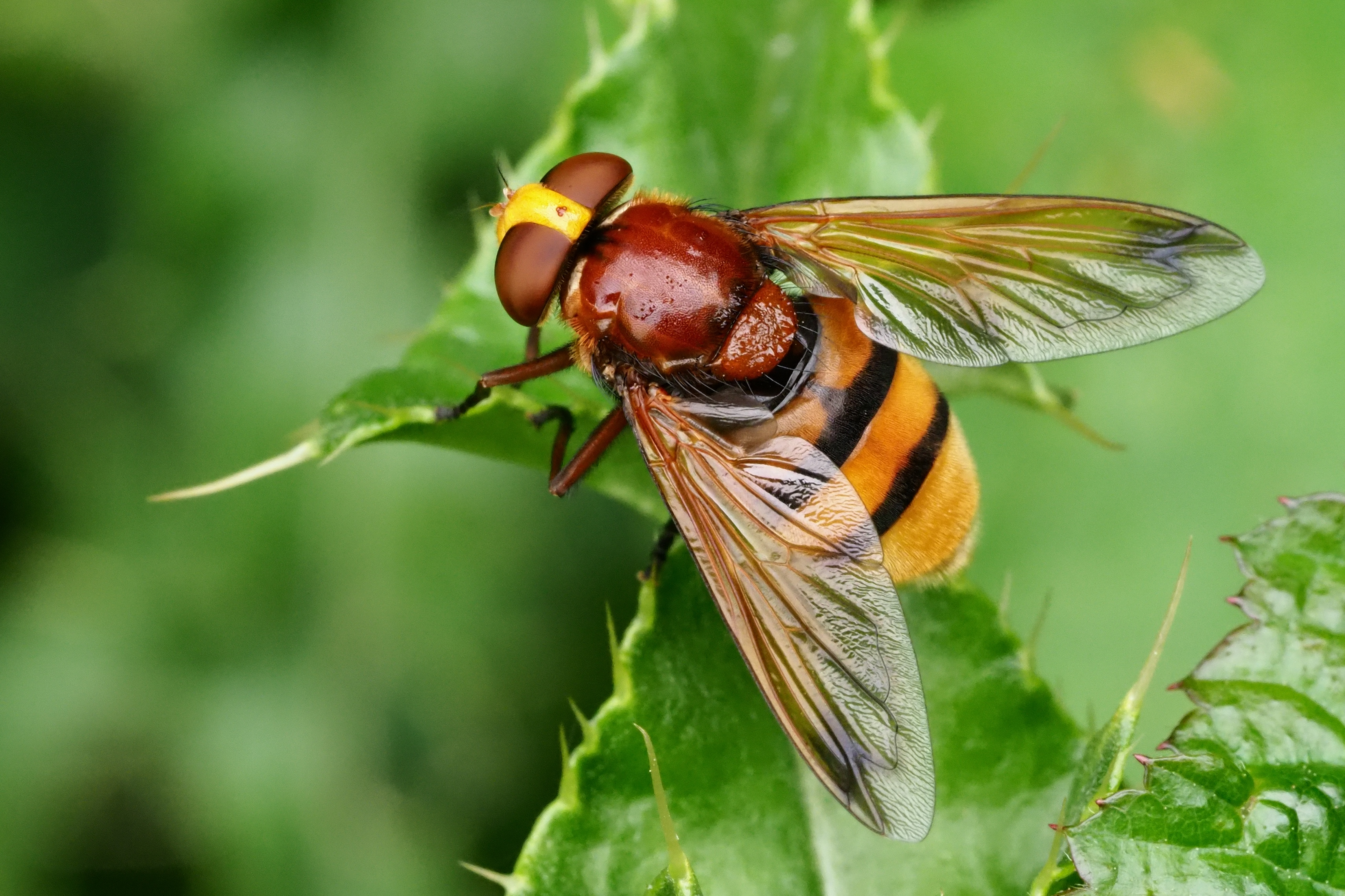
Volucelle zonée.
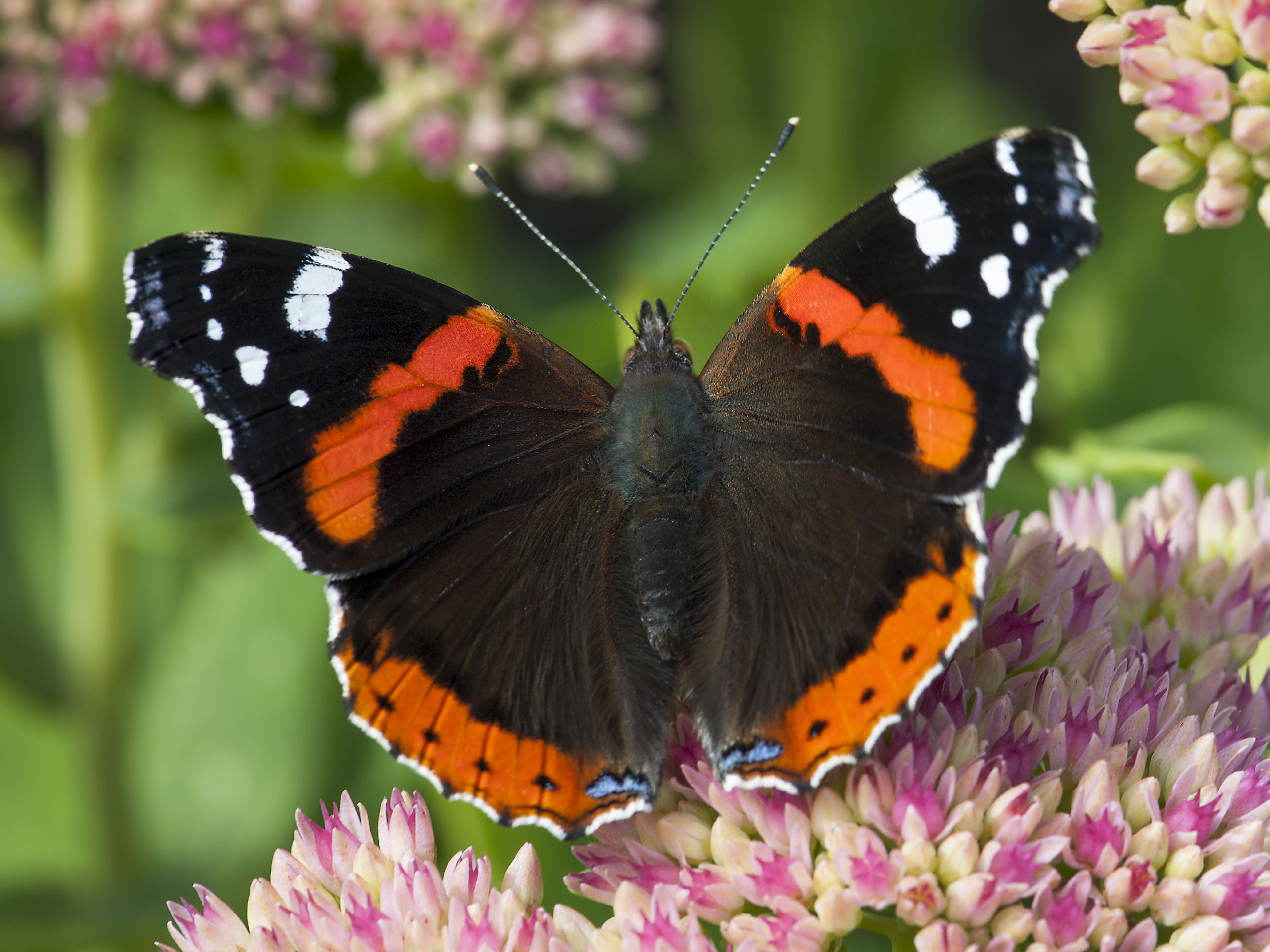
Vulcain.
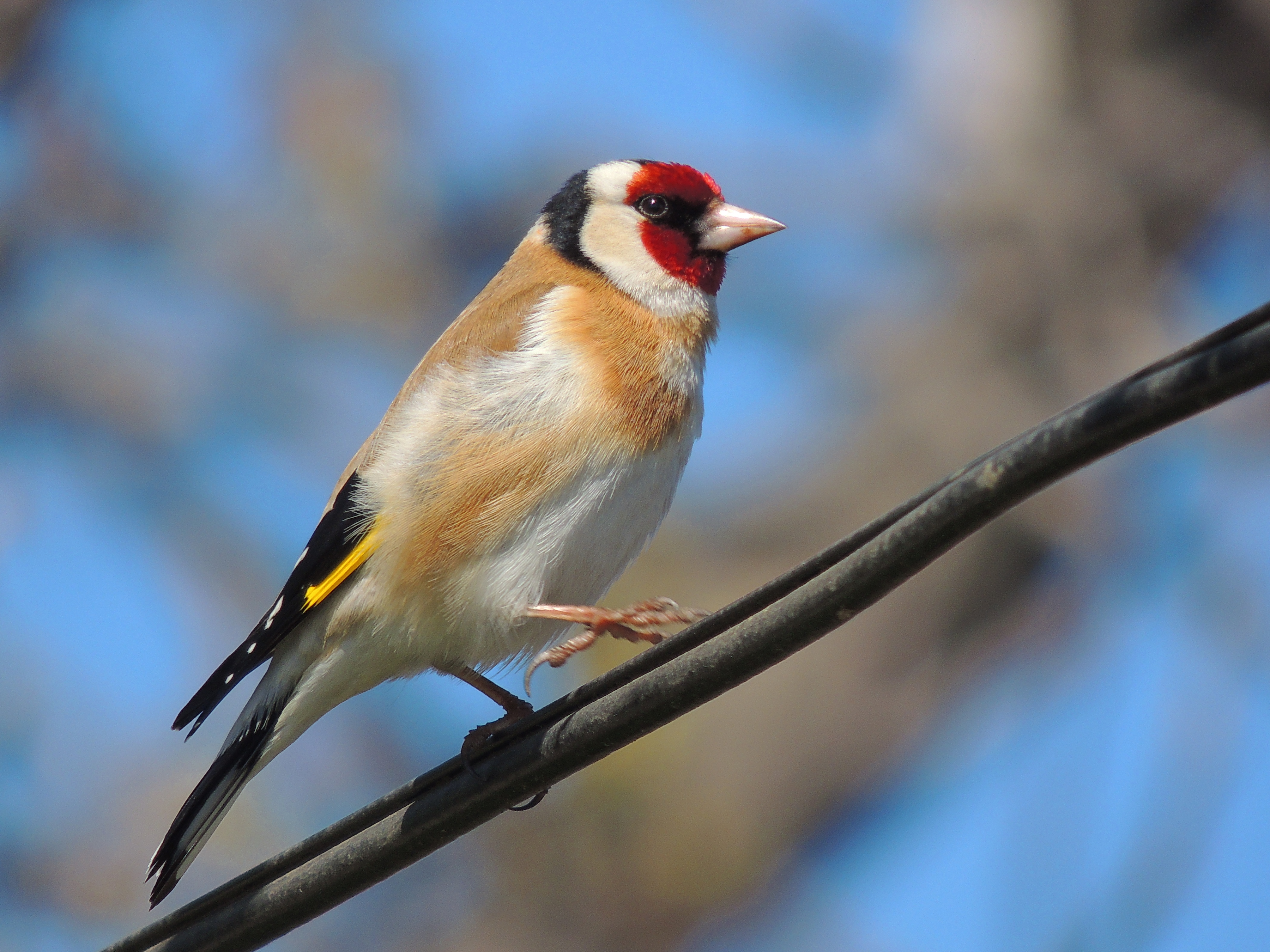
Chardonneret élégant.
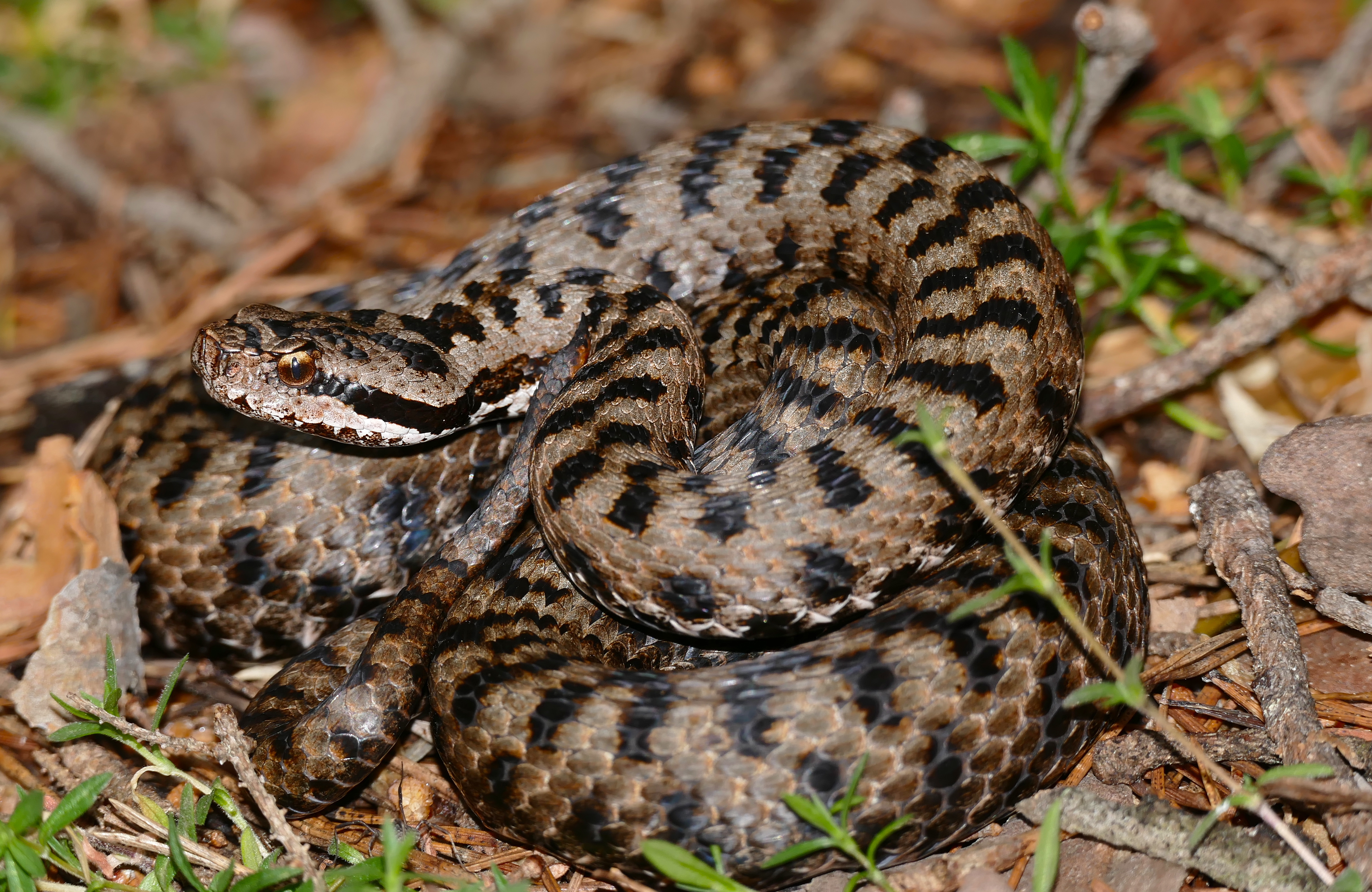
Vipère aspic.0

### Protection de la faune
- Les onze espèces d'amphibiens de la ZNIEFF sont protégées sur l'ensemble du territoire français[7] et cinq d'entre elles sont de plus protégées au titre de la Directive habitats de l'Union européenne[1] : l'Alyte accoucheur, la Grenouille rousse, la Rainette verte, le Sonneur à ventre jaune et le Triton marbré.
- L'Écrevisse à pattes blanches est protégée sur l'ensemble du territoire français[8] et au titre de la Directive habitats[1].
- Cinq espèces d'insectes — une libelllule, trois papillons et un coléoptère —  sont protégées à la fois sur l'ensemble du territoire français[9] et au titre de la Directive habitats[1] : l'Agrion de Mercure, le Cuivré des marais, le Damier de la succise , le Sphinx de l'épilobe, ainsi que le Cerf-volant (mâle) ou la Grande biche (femelle).
- Onze espèces d'oiseaux de la ZNIEFF sont protégées au titre de la Directive oiseaux de l'Union européenne[1] : la Bondrée apivore, le Busard cendré, le Busard Saint-Martin, la Cigogne blanche, la Cigogne noire, le Circaète Jean-le-Blanc, l'Engoulevent d'Europe, le Faucon pèlerin, la Grue cendrée, le Martin-pêcheur d'Europe et le Pic noir ; elles sont donc protégées sur l'ensemble du territoire français[10], de même que 45 autres espèces : l'Accenteur mouchet, la Bergeronnette des ruisseaux, la Bergeronnette grise, le Bruant jaune, le Bruant zizi, la Buse variable, le Chardonneret élégant, la Chevêche d'Athéna, la Chouette effraie, la Chouette hulotte, le Coucou gris, l'Épervier d'Europe, le Faucon crécerelle, le Faucon hobereau, la Fauvette à tête noire, la Fauvette grisette, le Gobemouche gris, le Grimpereau des jardins, le Héron cendré, l'Hirondelle rustique, la Huppe fasciée, l'Hypolaïs polyglotte, la Linotte mélodieuse, la Locustelle tachetée, le Loriot d'Europe, la Mésange à longue queue, la Mésange charbonnière, le Moineau domestique, le Moineau friquet, le Pic épeiche, le Pic épeichette, le Pic vert, le Pinson des arbres, le Pipit des arbres, le Pouillot véloce, le Roitelet huppé, le Rossignol philomèle, le Rouge-gorge familier, le Rougequeue noir, le Serin cini, la Sittelle torchepot, le Tarier des prés, le Traquet motteux, le Troglodyte mignon et le Verdier d'Europe.
- Les sept espèces de reptiles de la ZNIEFF sont protégées sur l'ensemble du territoire français[7] et deux d'entre elles, le Lézard à deux raies et le Lézard des murailles, sont de plus protégées au titre de la Directive habitats[1].

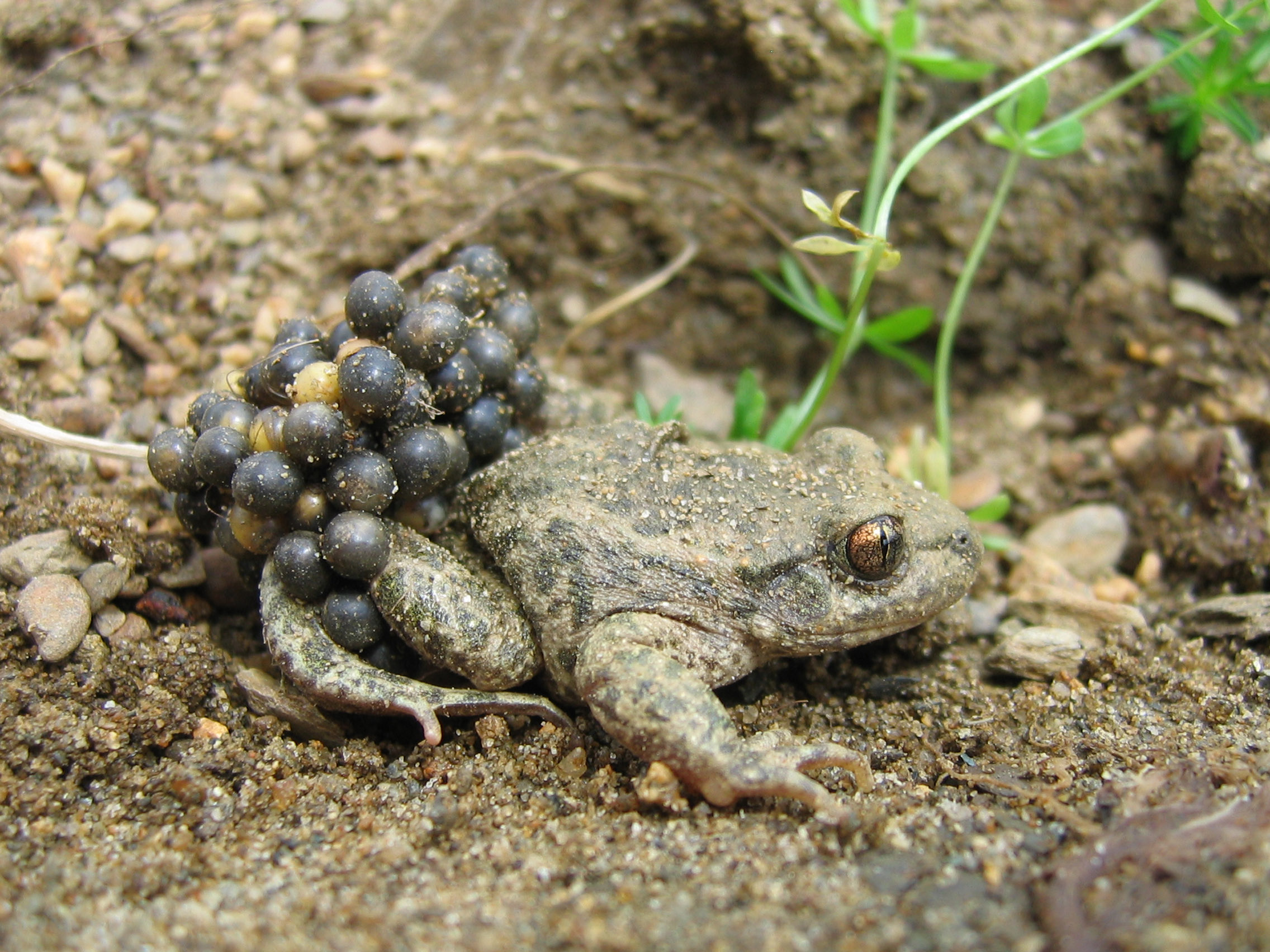
Alyte accoucheur.
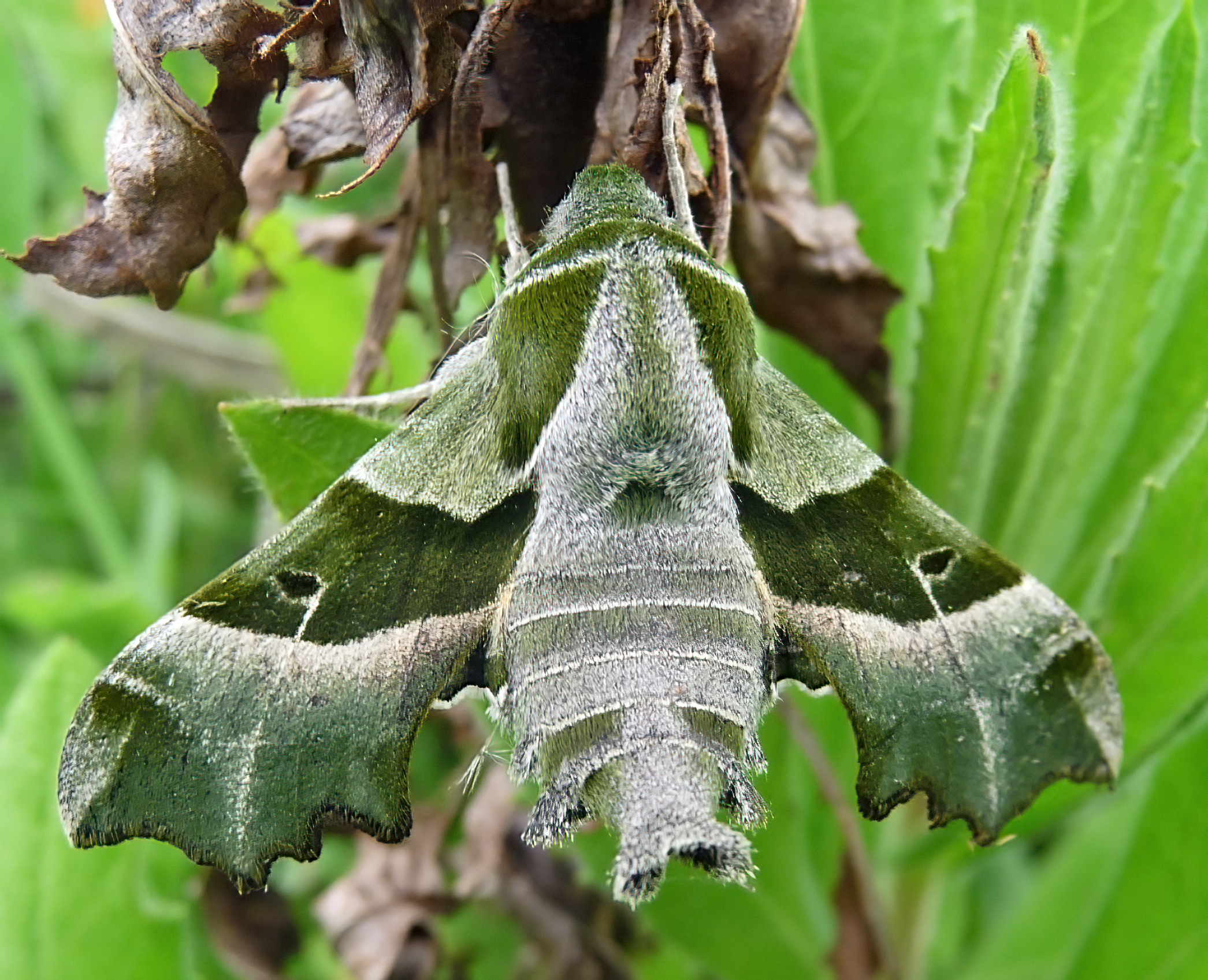
Sphinx de l'épilobe.
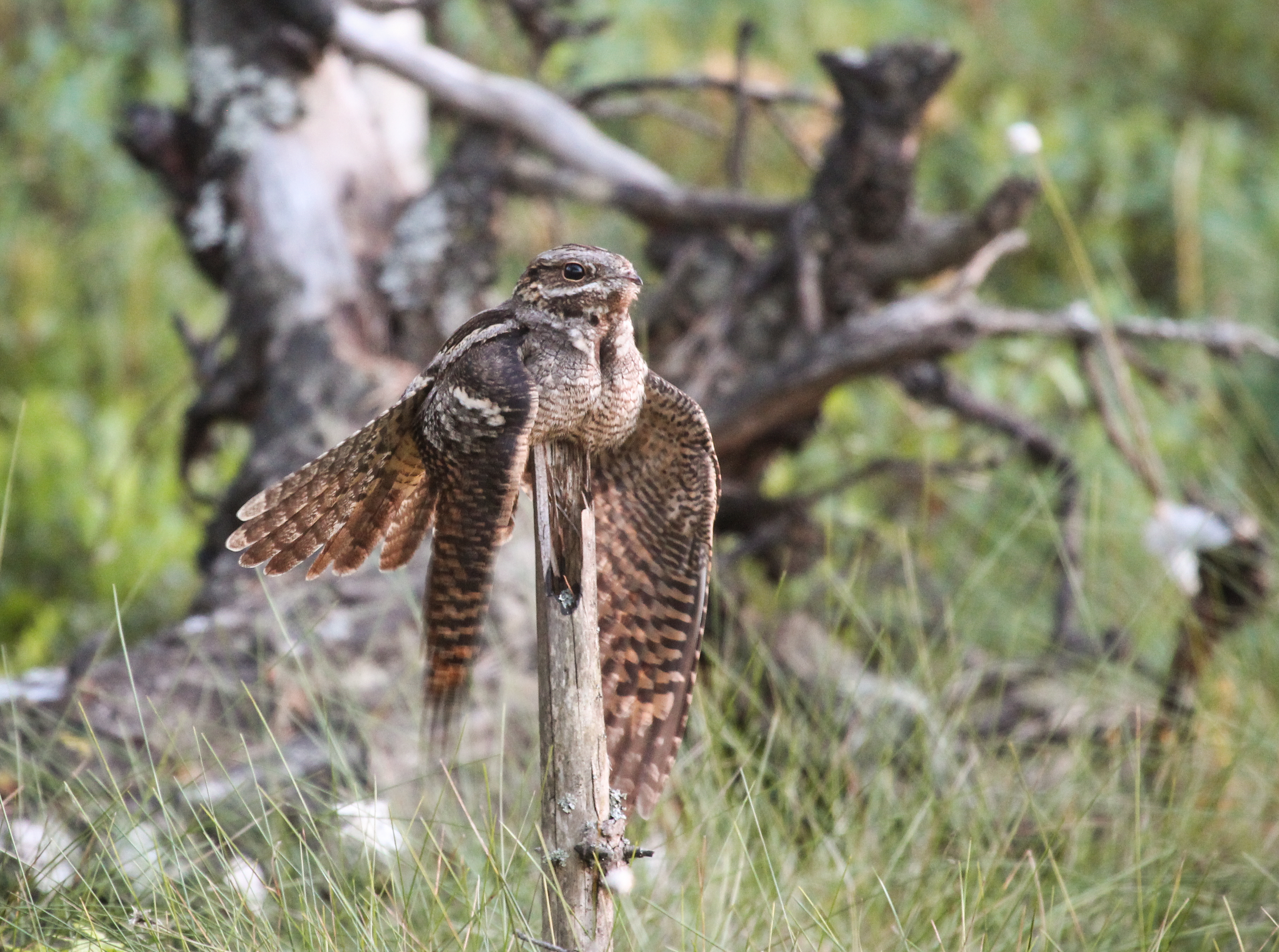
Engoulevent d'Europe.
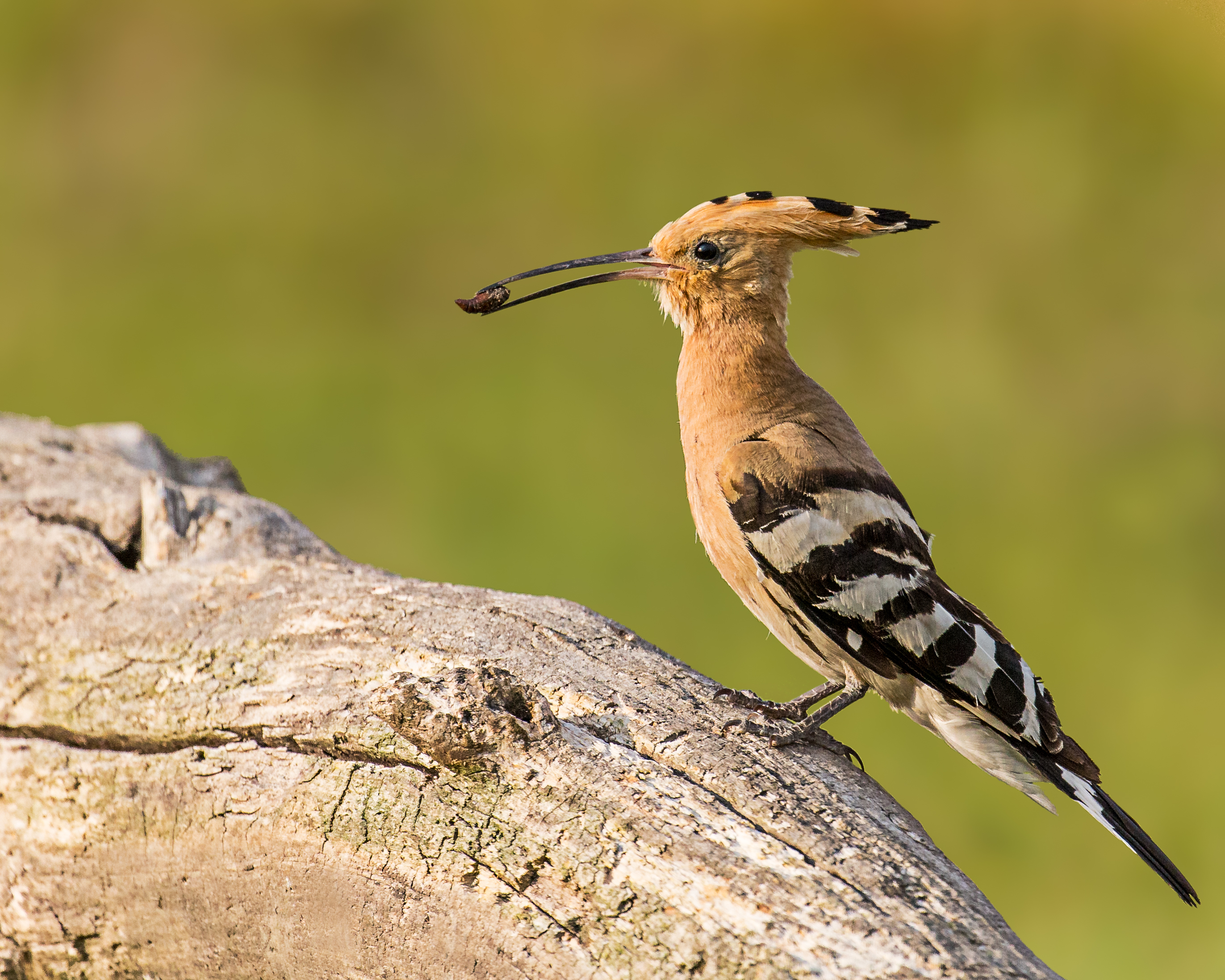
Huppe fasciée.
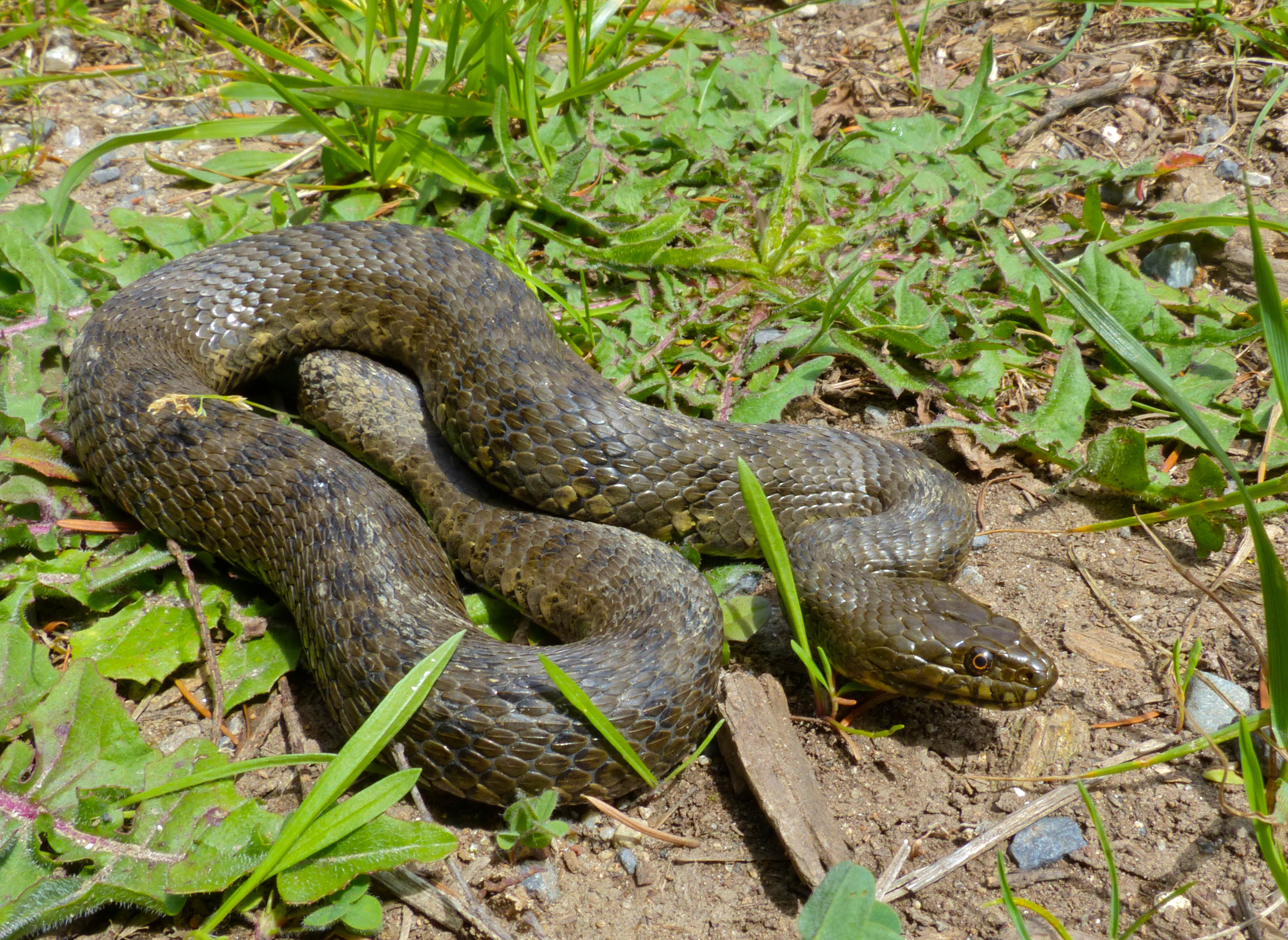
Couleuvre vipérine.

## Flore recensée
Dix espèces de plantes ont été recensées sur la ZNIEFF en 2005 : l'Aubépine à un style (Crataegus monogyna), l'Aulne glutineux (Alnus glutinosa), le Charme commun (Carpinus betulus), le Chêne pédonculé (Quercus robur), le Chèvrefeuille des bois (Lonicera periclymenum), le Cornouiller sanguin (Cornus sanguinea), le Frêne élevé (Fraxinus excelsior), le Lierre grimpant (Hedera helix), le Lierre terrestre (Glechoma hederacea) et le Prunellier (Prunus spinosa).

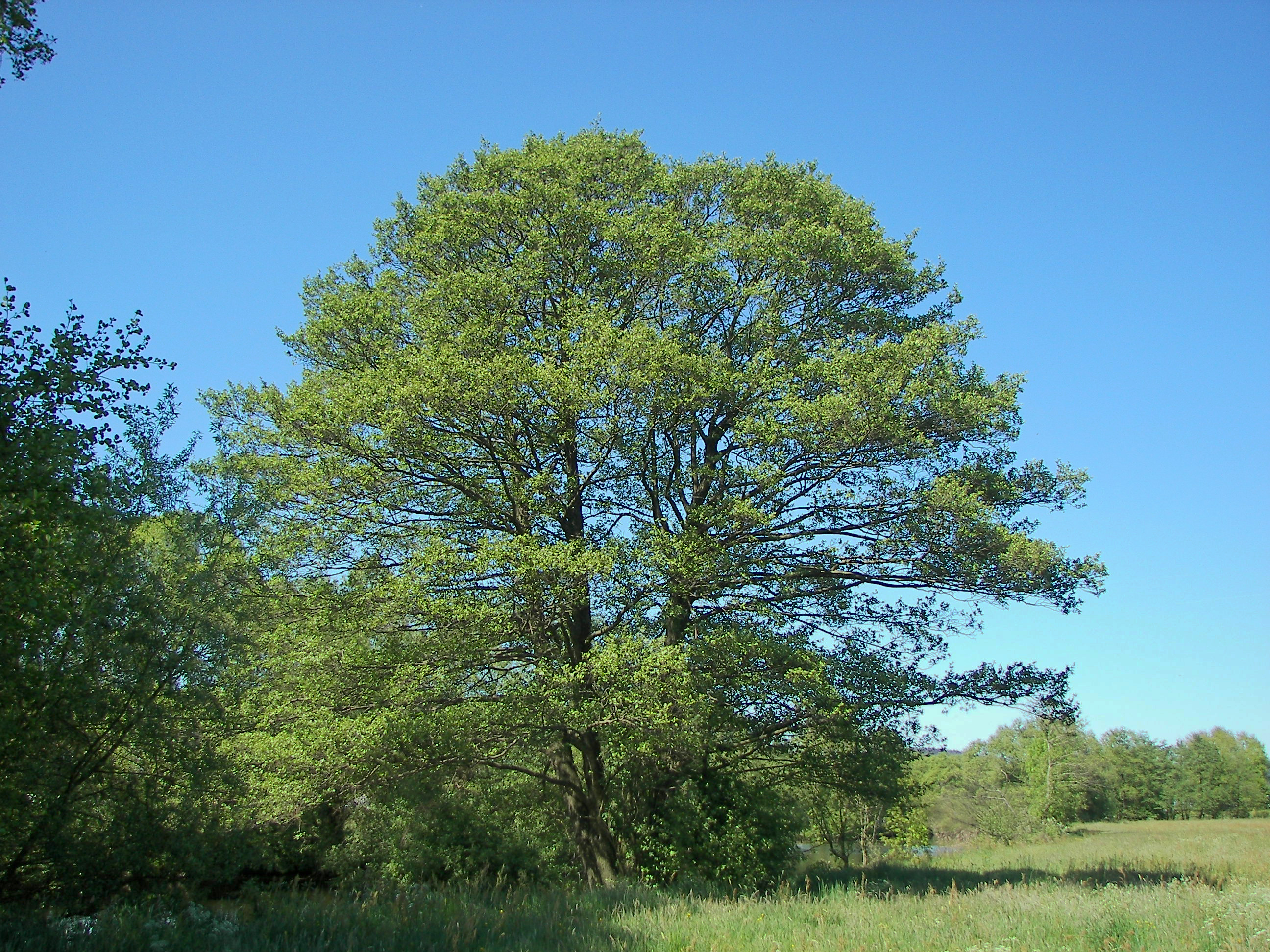
Aulne glutineux.
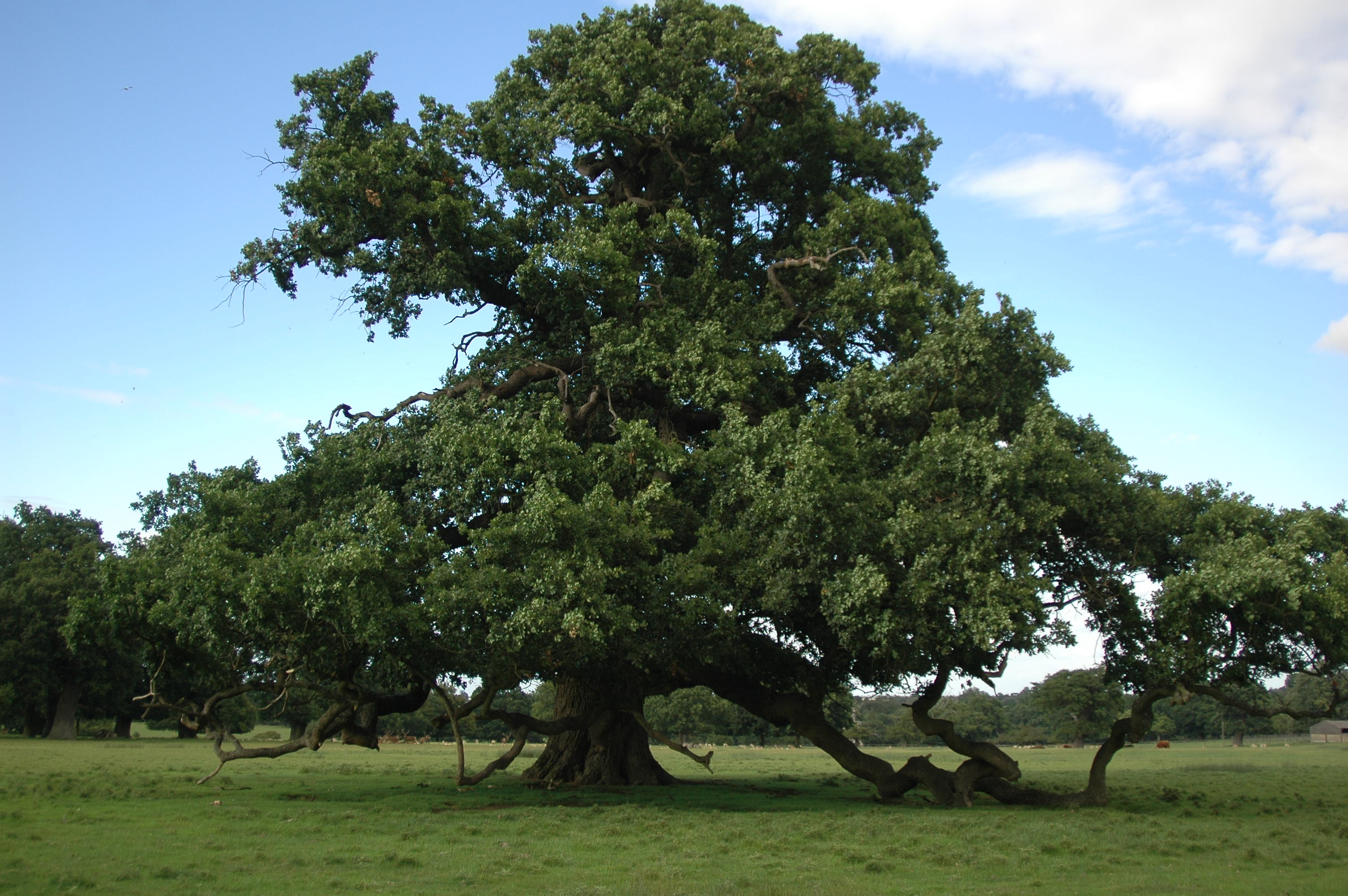
Chêne pédonculé.
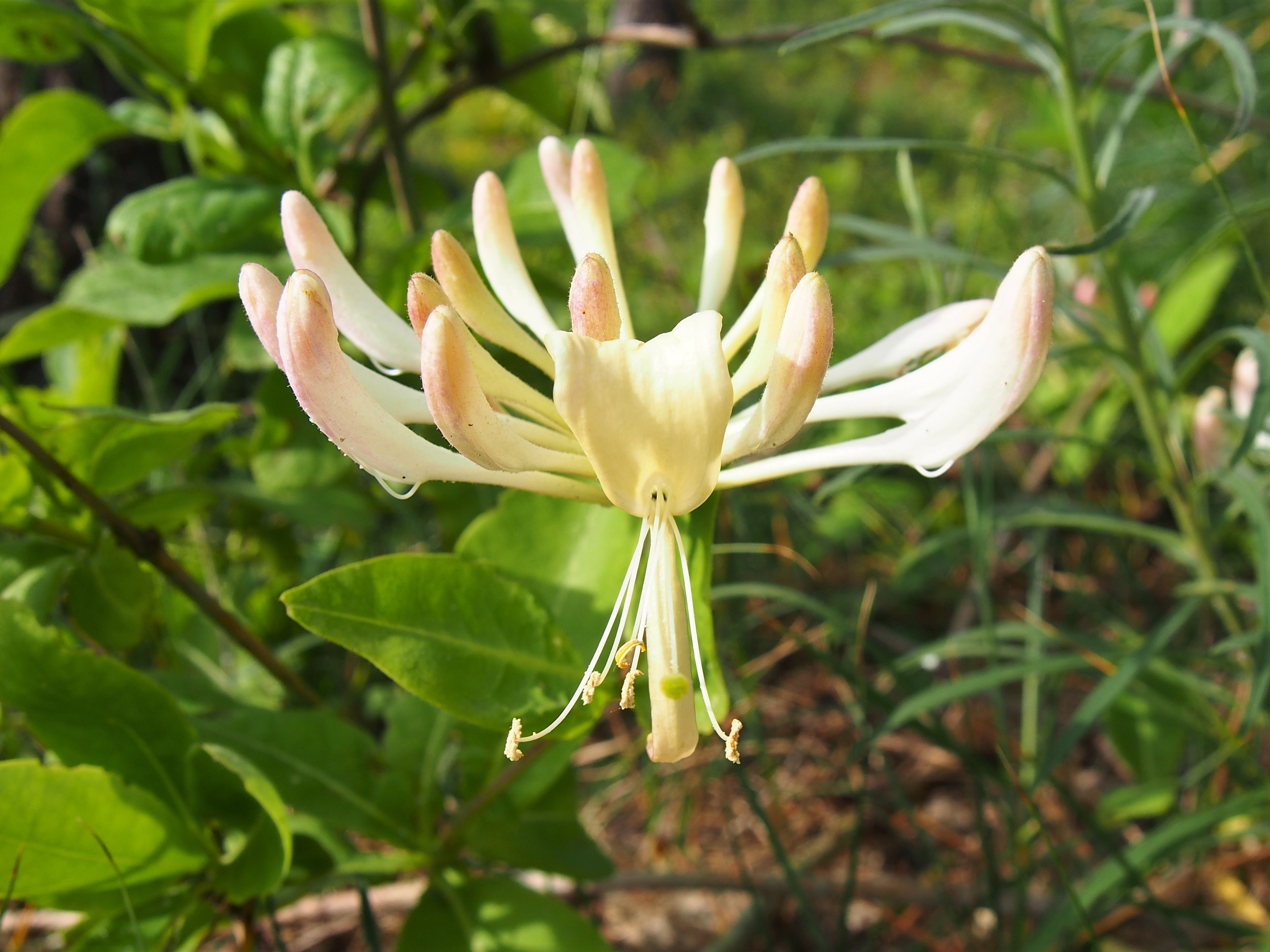
Chèvrefeuille des bois.
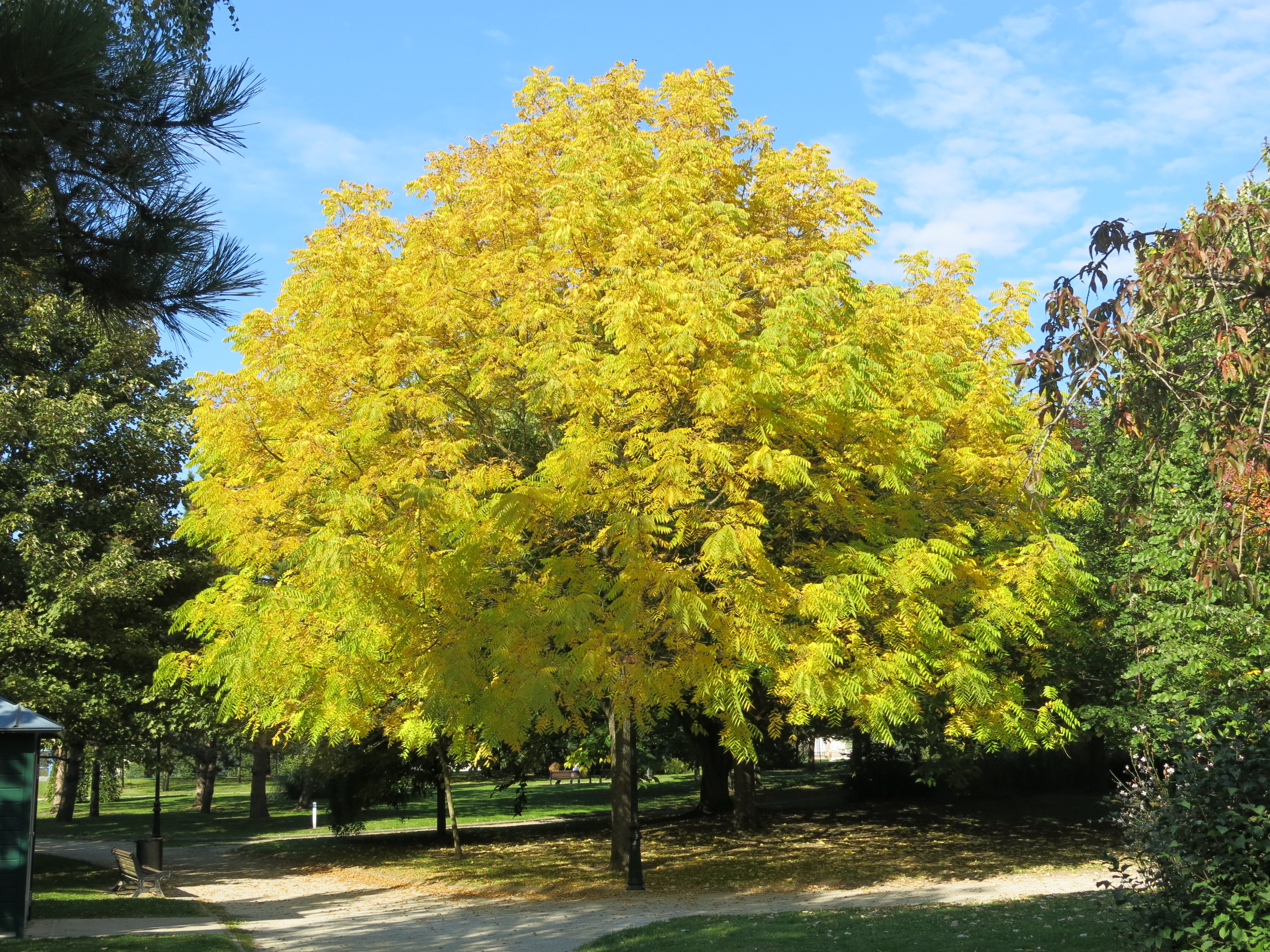
Frêne élevé.
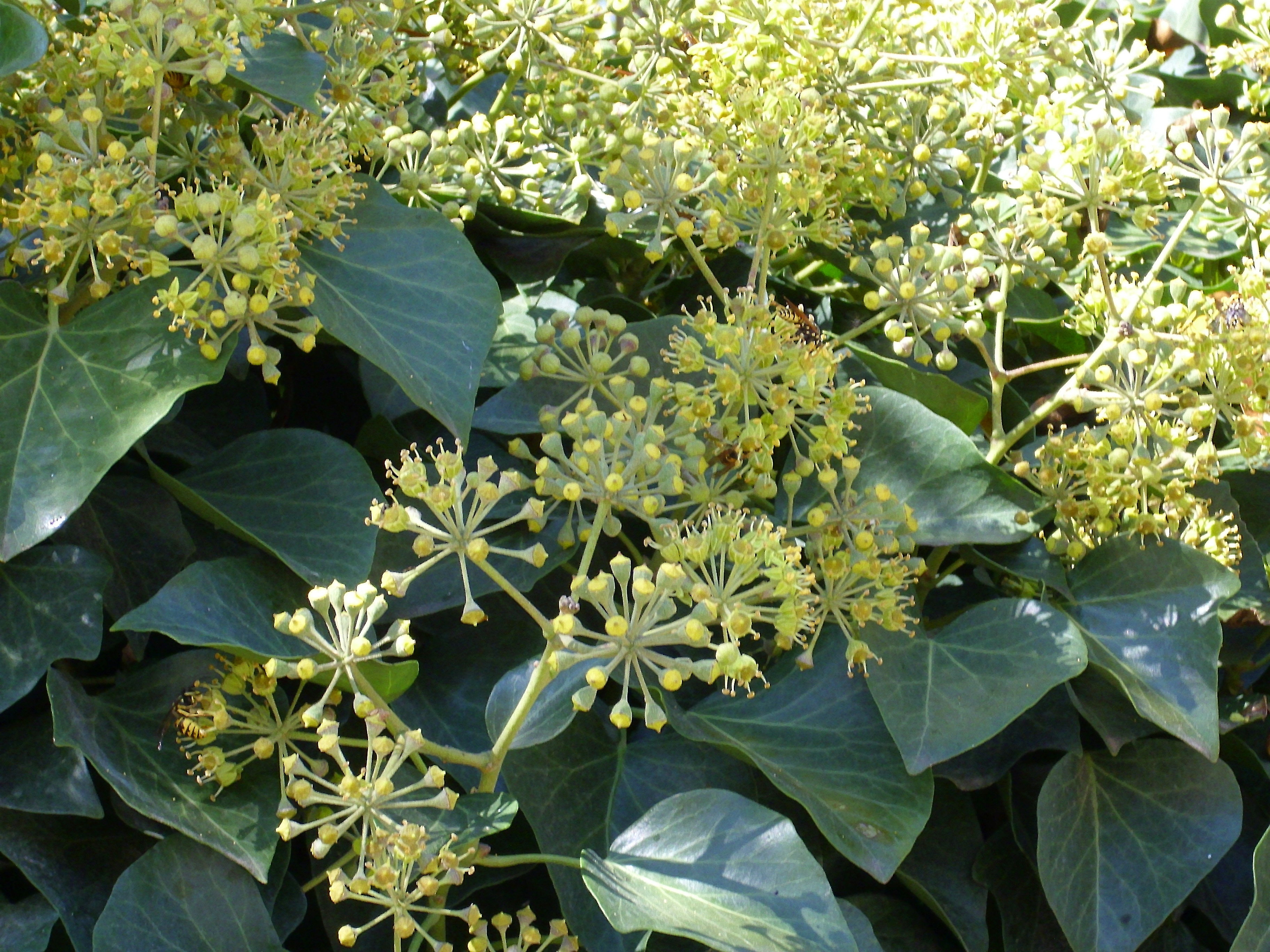
Lierre grimpant en fleurs.